# Pedro Weingärtner
Pour les articles homonymes, voir Weingartner.
Pedro Weingärtner (Porto Alegre, 1853 — Porto Alegre, 1929) est un peintre, dessinateur et graveur brésilien.
Fils d'immigrés allemands, il a probablement été initié à l'art par son père, qui était un dessinateur dilettante. À l'âge de 24 ans, il décide de se consacrer à la peinture et part étudier en Europe à ses propres frais. Après un certain temps, il a été financé par l'empereur Pierre II. Il est resté plusieurs années dans des académies célèbres et a reçu les conseils d'éminents professeurs. Après avoir terminé sa préparation, il crée un atelier à Rome, mais voyage fréquemment au Brésil, où il fait de nombreuses expositions et connaît la gloire, étant considéré comme l'un des meilleurs peintres brésiliens en activité. Dans ses dernières années, il s'installe à Porto Alegre, mais commence à faire face à la concurrence de la nouvelle génération de peintres, enclins à l'esthétique moderniste.
Weingärtner a vécu une période de profondes transformations dans la société et la culture occidentales, au cours de laquelle deux modèles de civilisation radicalement différents se sont affrontés. Il était un adepte fidèle et discipliné des principes académiques les plus conservateurs, mais il n'est pas resté insensible au monde changeant qui l'entourait, et son œuvre vaste et polymorphe est un reflet sensible des contradictions de son époque. Son style fusionne des éléments néoclassiques, romantiques, naturalistes et réalistes, exprimés dans des paysages, des scènes de genre et des portraits, se consacrant également à des thèmes classiques et mythologiques. Sa contribution la plus notable à l'art brésilien est peut-être ses peintures d'inspiration régionaliste, représentant des immigrants et des gauchos dans leurs activités typiques, qui ont une grande valeur esthétique et documentaire, étant un pionnier dans ce domaine thématique. Il possédait une technique raffinée qui accordait une grande attention aux détails et qui, à certains moments, s'approchait de la fidélité photographique. Il a également laissé plusieurs travaux de gravure sur métal, un autre domaine dans lequel il a été un précurseur au Brésil.
À sa mort, les avant-gardes modernistes le considéraient déjà comme un artiste dépassé, et avec son œuvre a été aussi rapidement oublié que sa production était devenue hégémonique de son vivant. Ce n'est qu'au cours du XXIe siècle qu'il a retrouvé son prestige. Dans le Rio Grande do Sul, il est considéré comme le plus remarquable de ses peintres académiques et une figure fondamentale pour la compréhension de l'évolution des arts dans cet État au tournant du XXe siècle. Bien qu'il possède des œuvres dans d'innombrables collections privées et dans les grands musées du Brésil, ce que l'on sait de sa vie et de son œuvre est encore très fragmentaire et déconnecté. Plusieurs chercheurs, notamment du Rio Grande do Sul, se consacrent à remédier à cette situation, et sa réputation commence à être rétablie dans le reste du pays.

## Biographie

### Jeunesse

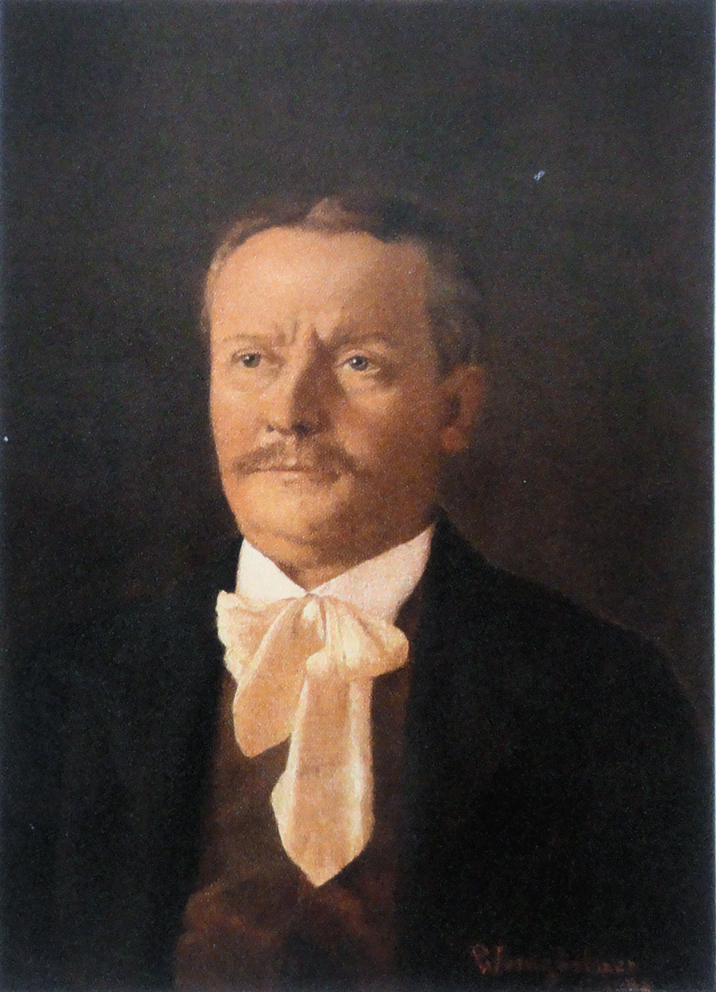
Portrait d'Inácio Weingärtner Junior (1895, Pinacoteca Aplub de Arte Rio-Grandense).

Pedro Weingärtner naît à Porto Alegre, au Brésil, le 26 juillet 1853. Il est le fils des immigrés allemands Inácio Weingärtner et Angélica Schäfer. Son père apprécie l'art et dessine en amateur, transmettant son goût à ses cinq fils et deux filles. Ses frères Inácio Junior (pt), Miguel et Jacob prennent l'art au sérieux et se consacrent à la lithographie. Il est très probable que Pedro soit initié aux arts graphiques par Inácio Junior, de huit ans son aîné et élève d'un lithographe allemand respecté vivant à Porto Alegre, Augusto Lanzac von Chanac, qui tiendra plus tard son propre atelier graphique qui acquerra une grande renommée dans la ville en produisant toutes sortes d'illustrations et d'estampes, y compris des portraits et des paysages urbains. L'historien Walter Spalding (pt) a mentionné, d'après les informations transmises par la veuve du peintre, qu'il avait reçu des leçons de dessin d'Antônio Eduardo de Araújo Guerra (pt), un habile caricaturiste portugais, mais cela semble peu probable, car il n'existe des traces de sa présence dans la ville que depuis 1880. L'écrivain Aquiles Porto-Alegre (pt) prétend pour sa part que Pedro fréquentait l'atelier du peintre Delfim da Câmara (pt), bien qu'on ne sache pas s'il était un apprenti ou un simple visiteur,.
Après la mort de son père en 1867, Pedro Weingärtner doit chercher du travail pour aider sa famille nombreuse. Il obtient un emploi à Ferragem Rech, une compagnie de métallurgie ; il perçoit un bon salaire, mais les journées sont longues, ce qui ne lui permet pas de pratiquer ses talents artistiques avant tard le soir. Selon Ângelo Guido, son premier et principal biographe, Weingärtner déteste ce travail et tombe gravement malade en 1877. Il s'installe alors à la campagne, sous la protection de sa famille, alarmée par son état, et se remet sur pied en quelques mois, après avoir consacré ce congé à dessiner et à peindre. Plus tard, il reconnaîtra que sa maladie était providentielle, car elle lui a permis de réaliser que sa vocation était celle de peindre.

### Études en Europe
Ainsi, le 12 février 1878, rassemblant ses économies et faisant face à une forte résistance familiale, Pedro Weingärtner part pour l'Europe afin d'obtenir une formation académique à la Haute école des arts et métiers de Hambourg. Mais il n'y reste pas, se rendant en octobre de la même année à Karlsruhe pour rejoindre l'Académie grand-ducale des Beaux-Arts de Bade, alors dirigée par Ferdinand Keller. Il a étudié auprès de Theodor Poeckh (de) et peut-être aussi avec Ernst Hildebrand, et a dû être influencé par Keller lui-même. Selon un certificat de fréquentation délivré par l'école, il a fait « beaucoup de progrès ».
À la suite du transfert de Hildebrand à Berlin en 1880, Weingärtner quitte l'école et le suit. Il s'inscrit le 12 octobre à l'Académie royale des arts de Prusse, où il commence sa formation à la peinture à l'huile. Ses premiers paysages datent de cette époque, et ses avancées sont déjà assez importantes pour pouvoir envoyer quelques œuvres à l'exposition germano-brésilienne de Porto Alegre. L'influence de ses maîtres allemands se révèle dans son amour du détail, du petit travail et dans son dévouement à la peinture de genre alors en vogue, avec un style réaliste et ses thèmes poétiques et sentimentaux de la vie quotidienne populaire. D'autres peintres qui ont peut-être marqué sa production sont les romantiques allemands du début du siècle, comme Adrian Ludwig Richter et Ferdinand Georg Waldmüller, et ses contemporains comme Hans Thoma, Karl von Piloty, Franz Defregger, Max Liebermann et Emil Jakob Schindler,.
À cette époque, la situation financière de Weingärtner commence à devenir difficile : ses économies sont épuisées et sa famille n'a, semble-t-il, pas les moyens de l'entretenir. Faute de pouvoir subvenir à ses besoins, il décide de trouver un emploi de photographe et d'abandonner la peinture. La situation s'améliore temporairement grâce à une petite pension offerte par ses amis Martin Bromberg, Jacob Koch et Bartolomeu Sesiani, de riches commerçants en voyage touristique qu'il a rencontrés par hasard. Cette aide lui permet poursuivre ses études.

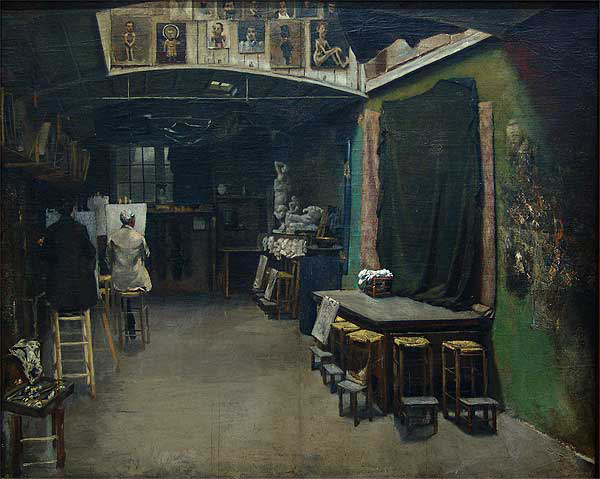
L'Académie Julian (n. d., musée d'Art Rio Grande do Sul Ado Malagoli).

En 1882, il se rend à Paris, en France, où il étudie à l'Académie Julian auprès de Tony Robert-Fleury et William Bouguereau, des artistes de grande renommée qui restent fidèles à la tradition académique au milieu de l'effervescence de l'émergence des avant-gardes pré-modernistes, comme l'impressionnisme. À Paris, il se consacre à l'étude du nu, genre très estimé par le public français et considéré comme obligatoire pour un artiste pour démontrer sa compétence. Il entre en contact plus profond avec la tradition classique, qui se reflète dans des œuvres de caractère historiciste inspirées des thèmes de l'Antiquité,. C'est aussi là qu'il a dû être initié à la technique de la gravure en taille-douce,.
En 1883, à nouveau appauvri, il est contraint de quitter l'Académie Julian. Afin de compléter sa formation, il demande le 13 avril à l'empereur Pierre II une pension qui, par l'intervention du baron d'Itajubá (pt), l'ambassadeur du Brésil à Paris, et renforcée par un certificat d'aptitude que lui fournit Bouguereau, lui est accordée en janvier de l'année suivante, pour une valeur de trois cents francs,.

### Maturité et célébrité

#### Premières expositions et succès

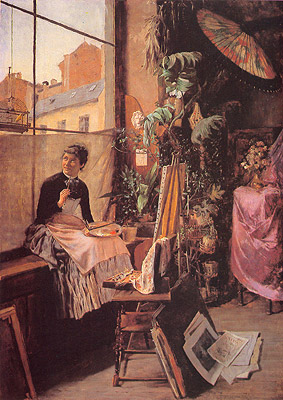
(1884, coll. priv. Hecilda e Sergio Fadel).

En 1884, Pedro Weingärtner participe à son premier salon de l'Académie impériale des Beaux-Arts, à Rio de Janeiro, où il envoie deux portraits, l'un du frère Caetano de Troyana et l'autre de l'empereur allemand Guilherme Ier, ainsi que cinq études de tête réalisées lorsqu'il était à Berlin, qui, si elles ne lui valent pas une grande notoriété, justifient au moins sa pension aux yeux du gouvernement brésilien.
L'année suivante, Weingärtner voyage au Tyrol puis s'installe à Mayrhofen, en Autriche, où il interprète des œuvres inspirées par l'impressionnisme avec des personnages et des paysages locaux, mais choisit finalement délibérément de suivre son style académique, en soulignant le caractère réaliste de ses compositions. Il visite ensuite Munich, à l'époque le centre le plus dynamique de la culture allemande, où il suit des cours de Karl von Piloty. Il n'y séjourne pas longtemps en raison des exigences de son contrat de pension, et se rend alors à Rome en 1886. Il y ouvre l'année suivante un atelier à la Villa Strohl Fern, qui accueille de nombreux artistes qui deviendront célèbres, comme Ilia Répine, Emil Fuchs et Mikhaïl Vroubel,.
Après son installation, déjà absent du Brésil depuis de nombreuses années, Weingärtner demande à l'Empereur la permission de se rendre dans sa patrie pour une période de six mois. Il arrive à Porto Alegre en août 1887, et bien qu'en vacances, il réalise plusieurs portraits qui font une impression très positive et montre des œuvres rapportées d'Europe. Il fait rapidement l'unanimité de la critique et du public, et est l'objet de plusieurs notes et articles dans la presse. En raison de ses engagements, il quitte Porto Alegre en novembre pour se rendre à Rio de Janeiro, où il tient sa première exposition personnelle en février 1888. Il y présente dix œuvres et l'événement est un succès,,. Oscar Guanabarino, le considère alors comme le peintre le plus remarquable du Brésil,. Il profite de son séjour dans la ville pour rendre visite à l'empereur afin de lui exprimer sa gratitude pour l'aide reçue. Au cours de la rencontre, le monarque est surpris par la toile Direitos documentados (« Droits documentés »), qu'il observe dans une photographie apportée par l'artiste. Informé que l'œuvre lui avait été envoyée d'Europe en cadeau, il déclare qu'elle n'était jamais parvenue entre ses mains. Weingärtner découvre finalement qu'il a été retenu à la douane et que, n'étant pas réclamé, il avait été mis aux enchères ; il parvient à le localiser et le récupérer auprès de l'acheteur. L'affaire a été très commentée dans la presse et a attiré un large public supplémentaire à l'exposition en cours.

#### Période faste en Italie et au Brésil

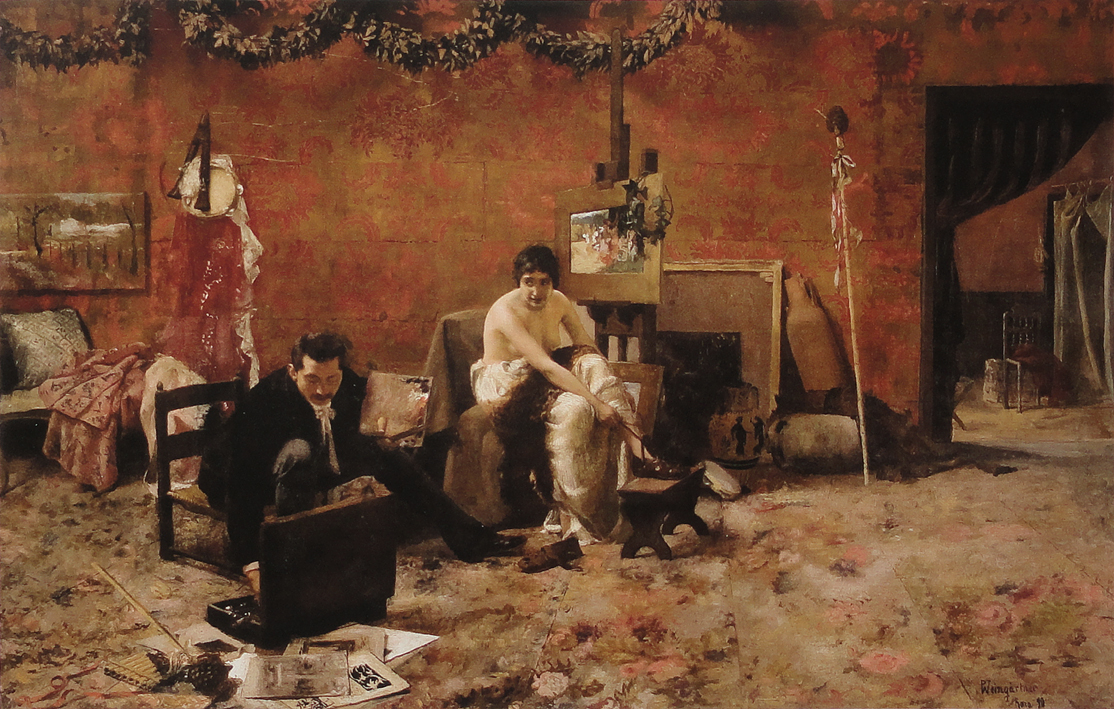
(1890, coll. priv.).

Après ses vacances, il retourne à Rome, où il entame une période particulièrement productive de sa carrière, travaillant sans relâche et visitant des lieux d'intérêt historique et artistique, tels que des ruines, des musées et des monuments, étant particulièrement attiré par l'aura fascinante de Pompéi et d'Herculanum, qui nourrissent son amour pour l'antiquité et lui ouvrent un nouveau répertoire de motifs et de modèles formels,. Bien qu'elle ne soit plus le foyer de l'avant-garde artistique européenne comme elle l'avait été pendant des siècles auparavant, Rome est encore un grand pôle culturel, choisi comme siège d'autres artistes brésiliens importants en formation, tels que João Zeferino da Costa et Henrique Bernardelli, avec lesquels Weingärtner garde le contact. Ce dernier est probablement influencé par les académiciens réalistes Giacomo Favretto, Nino Costa, du groupe In Arte Libertas et surtout de Domenico Morelli, à l'époque le plus éminent représentant italien de cette école,. Comme le relate Ercole Cremona, son atelier « était un véritable dépôt d'objets artistiques, méthodiquement regroupés ; de rares peaux d'animaux de terres lointaines créent une ambiance de nostalgie [...] Dans cet environnement vivait le peintre, il travaillait du lever au coucher de soleil. » Il passe ses étés dans le village d'Anticoli Corrado en compagnie de son ami et peintre espagnol Mariano Barbasán, appréciant le paysage lumineux et coloré de la région, qui apparaît dans plusieurs œuvres de facture plus libre et de couleurs plus vives, où il semble apprécier davantage la pure matérialité de la peinture. Jusqu'en 1920, il est partagé entre l'Italie et le Brésil, faisant de nombreux voyages et plusieurs expositions individuelles et collectives, vendant en général bien, parfois la totalité de son répertoire.

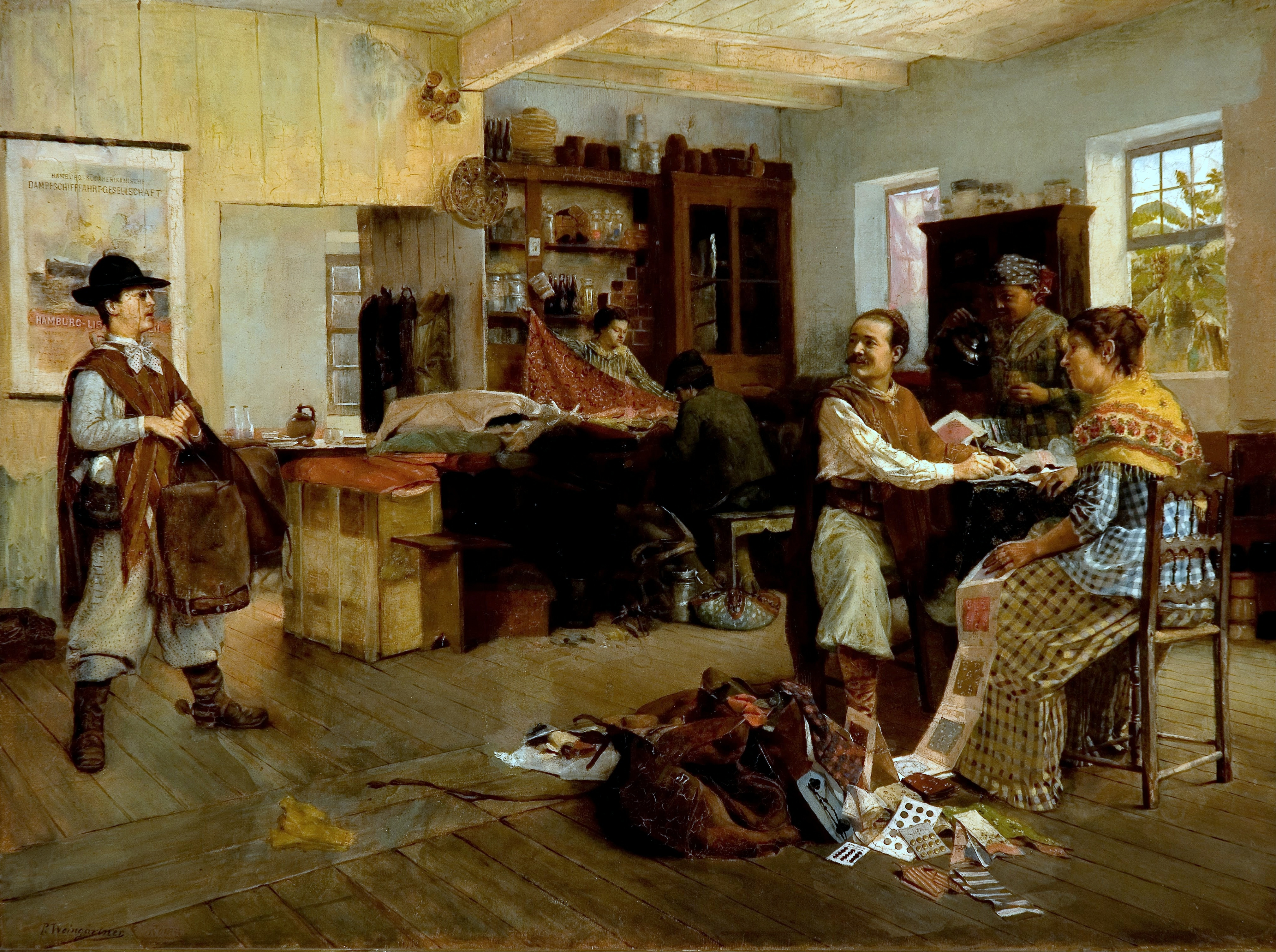
(1890, Musée national des Beaux-Arts du Brésil).

En 1891, Pedro Weingärtner alors au Brésil, est engagé comme professeur de dessin de figures à l'École nationale des beaux-arts de Rio de Janeiro (pt). Il passe ses vacances dans le sud du pays, où il approfondit son intérêt pour les aspects typiques des régions de colonisation allemande et italienne, qu'il avait déjà commencé à aborder en Europe quelques années auparavant. Il produit à cette époque des œuvres importantes comme Tempora mutantur (« Les temps changent », 1889), Chegou tarde! (« T'es arrivé trop tard ! », 1890), Fios emaranhados (« Fils emmêlés », 1892) et Kerb (1892). En 1893, année où il démissionne de son poste d'enseignant, Weingärtner est inclus dans la représentation brésilienne pour l'Exposition universelle de Chicago, ce qui lui vaut des éloges de ses pairs. Il fait un voyage à l'intérieur du Rio Grande do Sul et de Santa Catarina, documentant la Révolution fédéraliste et prenant des notes pour une série d'œuvres consacrées aux thèmes du gaucho, qui prendront prendre une place importante dans sa production ultérieure,.

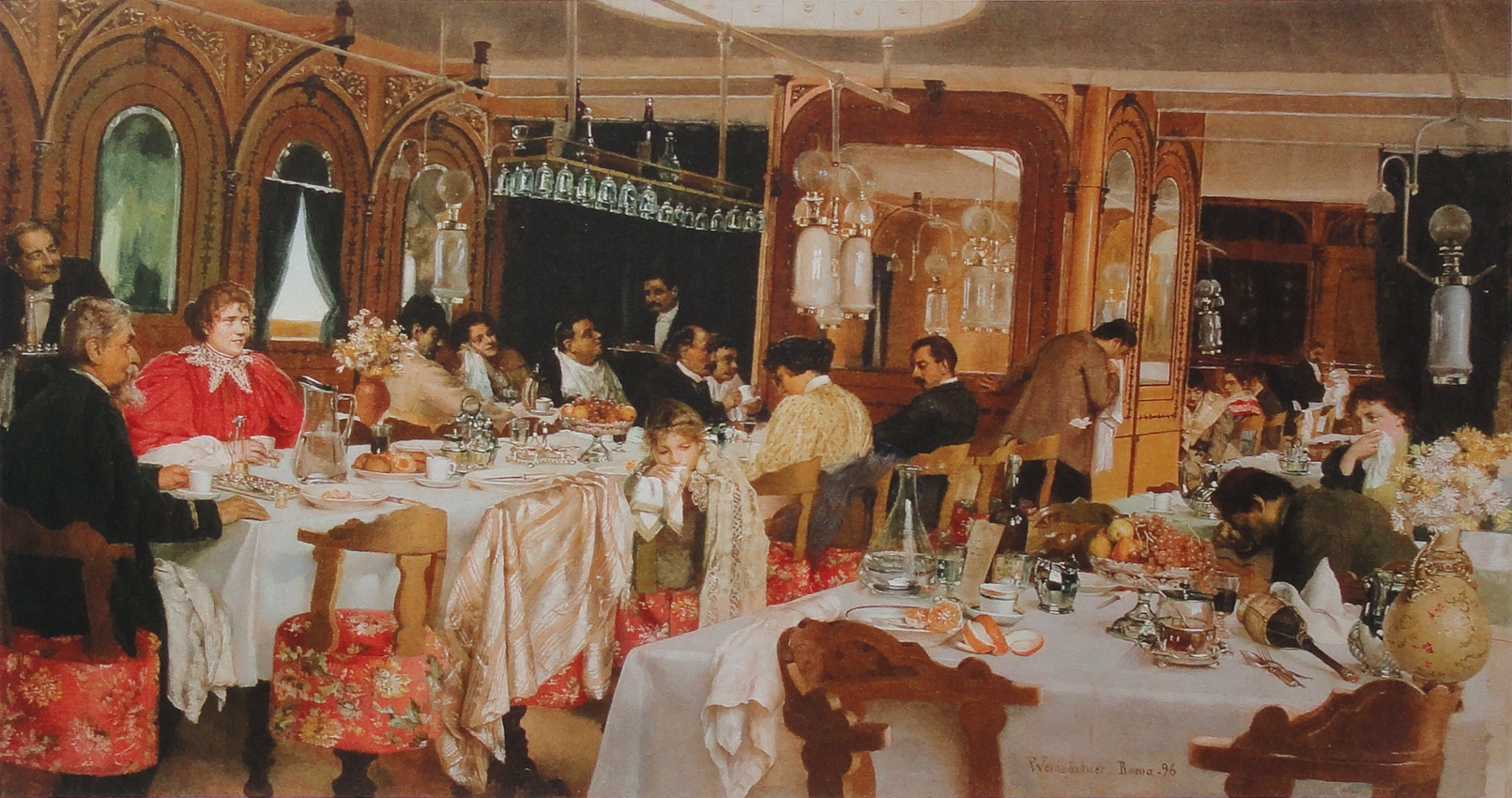
(1896, coll. priv.).

En 1896, il est de nouveau en Italie, et installe son atelier dans l'Associazione Artistica Internazionale, sur la Via Margutta, à Rome. Cette académie concentre les Brésiliens étudiant dans la ville et attire de nombreux étrangers de renom comme Marià Fortuny, Arnold Böcklin et Franz von Lenbach ; elle est aussi une sorte de club social où l'on organise des soirées et des fêtes. Le groupe dynamique qui y participe a peut-être exercé une influence sur le Brésilien, qui y a reçu une invitation spéciale et honorable à exposer dans le hall de l'École nationale des beaux-arts de Rio de Janeiro de la part du Conseil supérieur des Beaux-Arts de la République du Brésil. Seuls trois autres artistes ont reçu une distinction similaire : le Brésilien João Zeferino da Costa et les Français Pierre Puvis de Chavannes et Auguste Rodin, ce qui indique le prestige dont elle jouit. Weingärtner semble également jouir d'une certaine notoriété en Italie, ayant gagné l'estime de l'aristocratie romaine et du pape Léon XIII : son atelier devient un lieu de rencontre pour les personnalités influentes — le président brésilien Manuel de Campos Sales, en visite dans la capitale italienne, était l'une d'entre elles.

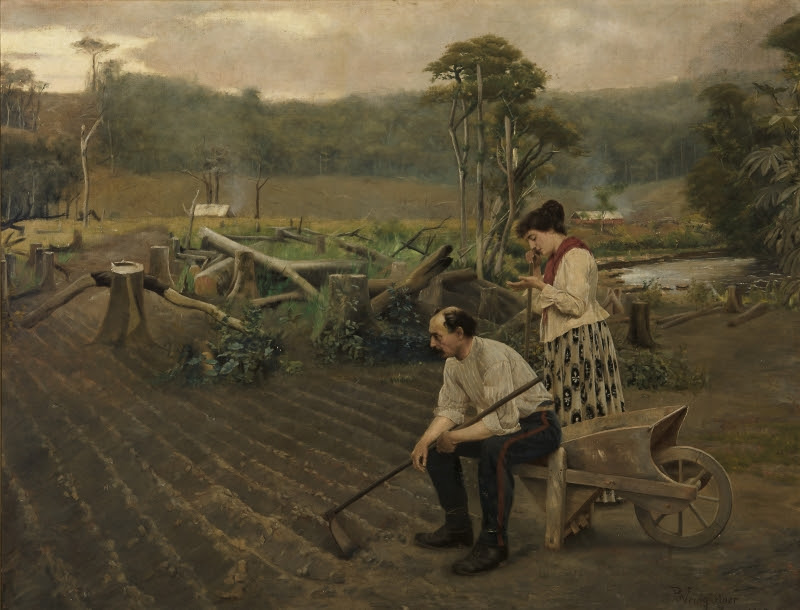
Tempora mutantur (1889, musée d'Art Rio Grande do Sul Ado Malagoli).

L'année 1897 est marquée par la nouvelle de la mort de sa mère. Entre cette date et 1898, il tient à Porto Alegre deux de ses expositions les plus applaudies ; il y vend notamment Tempora mutantur au gouvernement de l'État de Rio Grande do Sul, qui l'installe dans la salle noble du palais Piratini. Il participe à l'Exposition universelle de 1900 à Paris et, la même année, il retourne au Brésil, peignant des portraits à Porto Alegre et réalisant sa première exposition à São Paulo, avec une excellente réceptivité, vendant tout, dont trois toiles acquises par Campos Sales pour les offrir au président argentin Julio Argentino Roca, en visite officielle. Le Correio Paulistano (pt) a qualifié son imagination de « puissante et brillante », entre autres compliments, mais a également signalé que certains modernistes commençaient déjà à le critiquer comme étant un « nébuleux conventionnel ». En mars 1902, il part à Rome pour une nouvelle période de travail, mais continue à envoyer régulièrement des toiles au Brésil. C'est à cette époque qu'il semble avoir commencé sa série de gravures en taille douce, étant l'un des premiers Brésiliens à se consacrer à cette technique.

#### Léger déclin

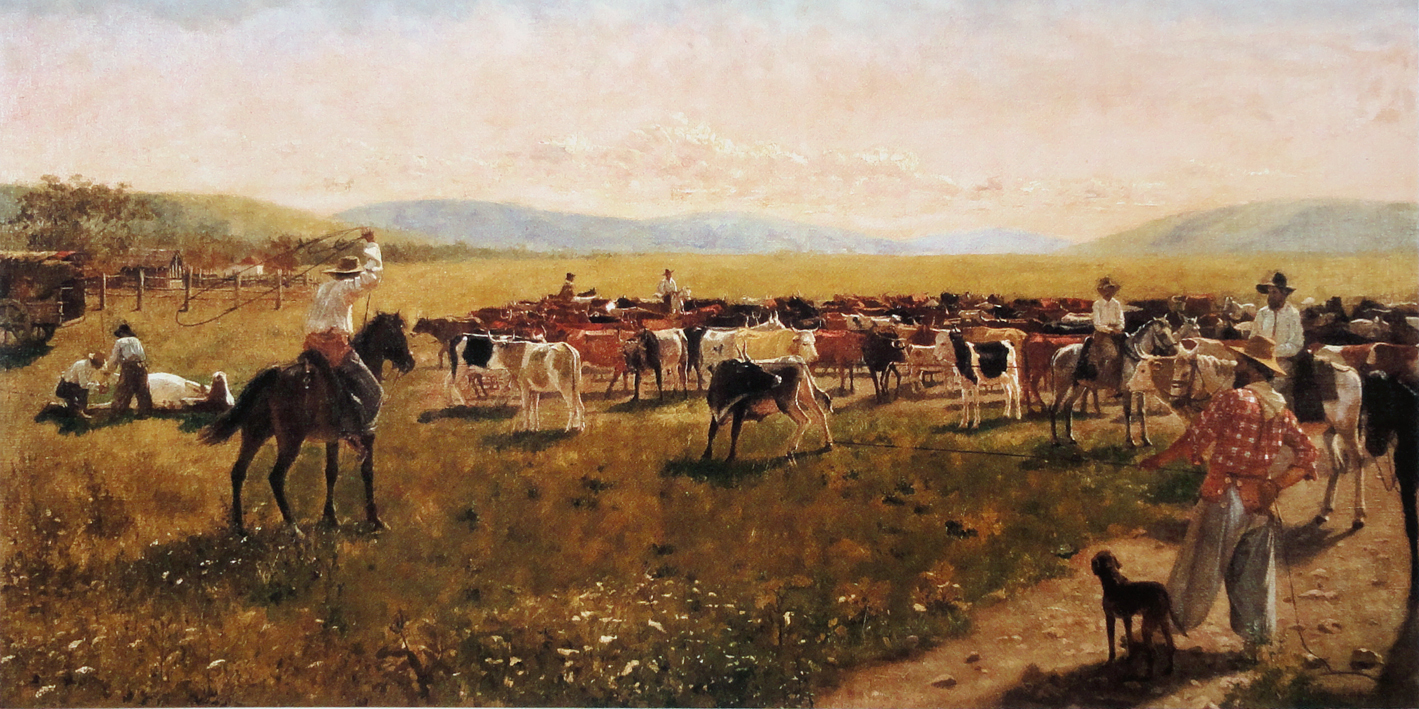
ou (1909, coll. priv. Carlos F. de Carvalho, Rio de Janeiro).

Il retourne à Porto Alegre en 1905 pour se remettre d'un épuisement dû à des activités excessives, puis repart en Italie en 1906. En 1909, il fait face à une vague inattendue de fortes critiques lorsqu'il présente sa toile Rodeio (« Rodéo »), qui est perçue par le public de Porto Alegre comme une falsification des véritables caractéristiques des gauchos. Bien qu'il s'agisse d'un cas isolé dans sa carrière, le gouvernement n'achètera plus d'œuvre de Weingärtner et celui-ci demeure très affecté par ces avatars,,. À ce moment, sur les conseils de Joaquim Nabuco, dont il est devenu l'ami, il se rend au Portugal, où, au milieu de paysages et de personnages pittoresques, il espère oublier ce malheureux incident, ce qui semble avoir un bon résultat, car ses œuvres portugaises ont des couleurs vives et une atmosphère bucolique,.

(1908, Pinacothèque de l'État de São Paulo).

En 1910, Weingärtner est en route vers le sud du Brésil, mais en passant par São Paulo, il organise une autre exposition importante, avec une cinquantaine de toiles, dont beaucoup de thèmes portugais, qui sont reçues avec enthousiasme par les critiques et les collectionneurs, qui les achetèrent toutes. Parmi elles, le triptyque A Fazedora de Anjos (« La Faiseuse d'anges »), qui fait sensation et est acquise par la Pinacothèque de l'État de São Paulo, traite d'un thème sombre et atypique dans son œuvre, l'infanticide,.
Il arrive à Porto Alegre à la fin de l'année et épouse en 1911 Elisabeth Schmitt, qu'il a rencontrée en 1892. L'artiste explique que ce n'est qu'à ce moment-là, dans une situation économique stable et confortable, qu'il se sent en sécurité pour assumer cette grande responsabilité. L'année suivante, il retourne à São Paulo pour exposer 46 tableaux.
En 1912, il est de nouveau dans son atelier à Rome, mais il n'y reste pas longtemps. Ângelo Guido explique que le peintre est alors en crise :

« Il avait atteint un de ces points critiques dans la vie d'un artiste, qui, étant de plénitude, est en même temps celui qui peut représenter l'impossibilité d'aller plus loin ou de poursuivre l'ascension. En fait, de retour dans son atelier à Rome, il continue à travailler assidûment comme avant, mais il ne semble pas avoir le courage d'affronter certaines de ces compositions de motifs classiques ou de contenu humain vivant qui ont établi sa renommée en tant qu'artiste. Il se limite à peindre de petits tableaux de genre, où ce n'est pas l'esprit créatif qui est présent, mais la compétence technique, qu'il avait d'ailleurs davantage développée. Il sent qu'il a besoin de nouveaux motifs, d'un nouveau paysage naturel et humain qui l'émeuve, comme l'ont fait les sujets classiques et les vues d'Anticoli [...]. Et ses pensées et ses désirs d'épanouissement se sont tournés vers le Rio Grande do Sul. Non pas qu'il ne l'ait pas peint avec ses paysages et son peuple, mais peut-être s'est-il rendu compte que sa terre avait des aspects et des motifs qu'il n'avait pas encore étudiés avec la passion avec laquelle il avait étudié ceux d'Anticoli, qui l'ont inspiré des toiles si remarquables [...] il a senti qu'au contact de notre paysage, il pouvait accomplir de nouvelles choses, non encore peintes par quiconque, comme il les a effectivement peintes plus tard, associant ainsi de façon plus vivante son art à la terre où il est né. »

— Guido 1956, p. 131-132.

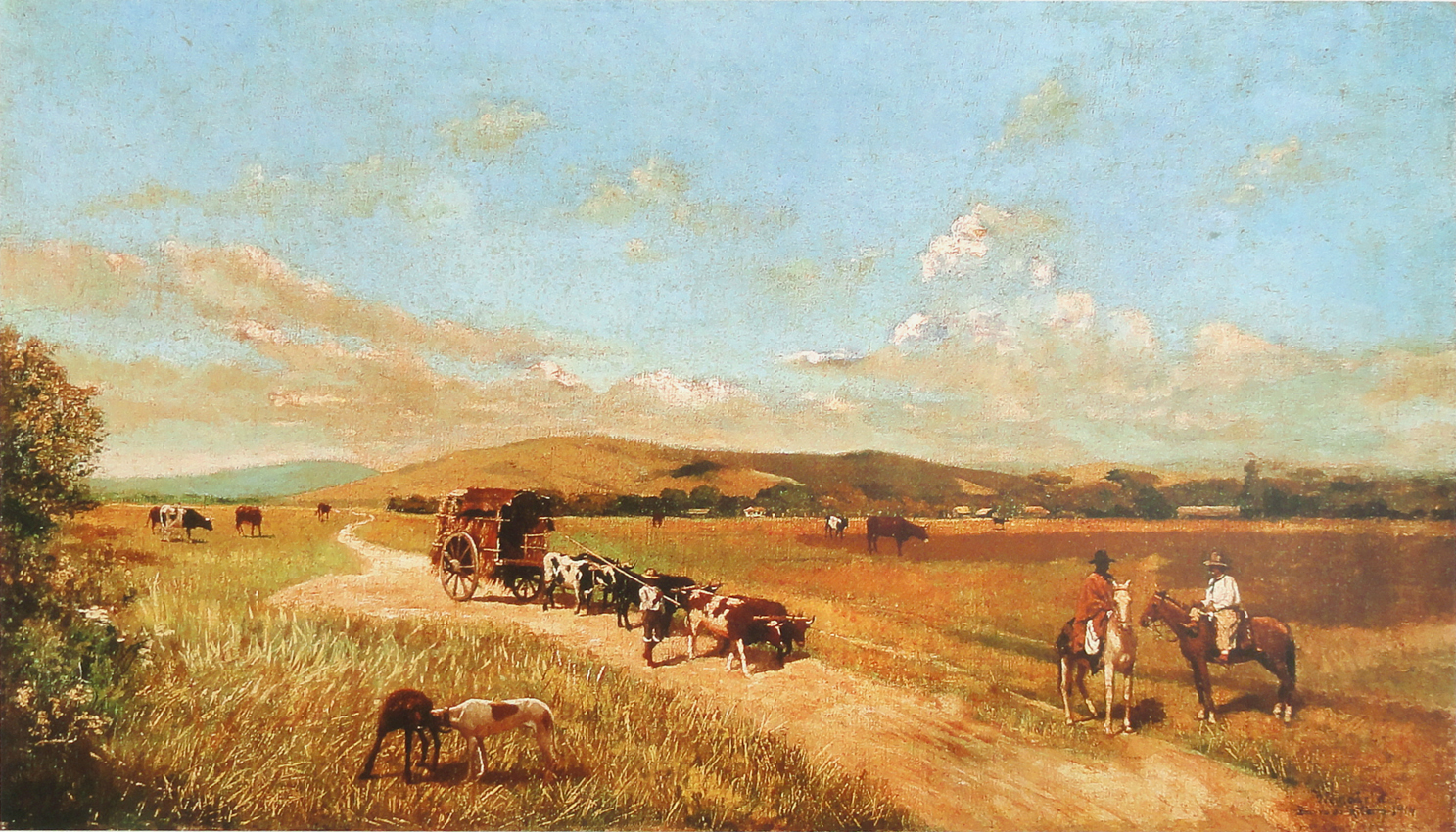
(1916, coll. priv.).

De fait, Pedro Weingärtner rentre au Brésil dès 1913. Le passage par Rio de Janeiro lui permet de montrer plusieurs œuvres, avec un excellent retentissement, et à Porto Alegre, il participe à la fondation du Centro Artístico, une association qui vise à développer le goût des arts dans l'État de Rio Grande do Sul. Six mois après son arrivée, il présente, dans une exposition organisée par le Centre, 33 nouvelles peintures qui représentent les habitudes et les personnages typiques de l'État, mais plus tellement les immigrants et les vendeurs ambulants, se concentrant plutôt sur les gauchos de la pampa — il en vend quinze toiles —. En 1920, il quitte définitivement l'Europe et s'installe dans la capitale gauchère — Porto Alegre,,.

### Dernières années

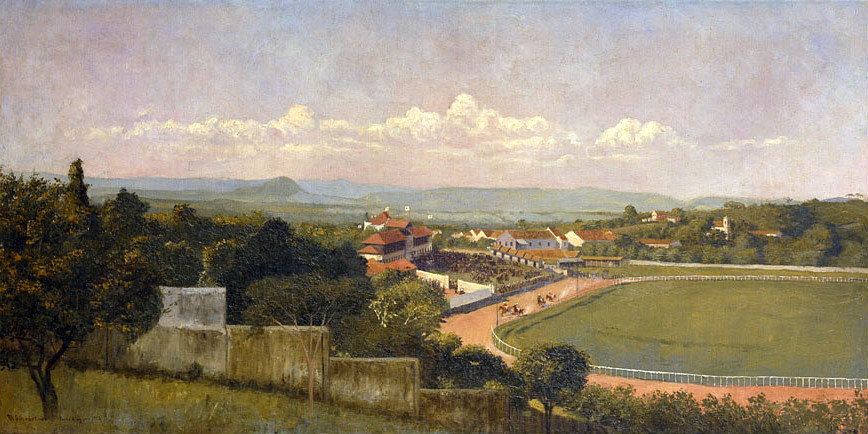
(1922, coll. priv.).

Pedro Weingärtner installe un atelier chez lui et, malgré son âge — environ 67 ans —, il poursuit sa production artistique à un rythme intense. Il travaille sur plusieurs thèmes mais accorde une attention particulière aux paysages, en décrivant les décors de diverses localités de l'État. Il continue d'exposer régulièrement à Porto Alegre et dans le centre du pays ; il est toujours accueilli favorablement et ses toiles se vendent. Mais peu à peu, le poids des années se fait sentir. Il commence à éprouver quelques difficultés motrices et sa vision s'affaiblit. Il voyage de moins en moins.
En 1925, toujours fidèle à son esthétique académique, il fait sa dernière exposition à Porto Alegre, qui n'a pas un accueil très enthousiaste. Les temps changent, un nouveau modèle de civilisation et de culture est en train de prendre place, et son style est déjà perçu comme anachronique,.
Après cela, l'artiste n'est plus vu en public. En 1927, il est victime d'un accident vasculaire cérébral qui le laisse hémiplégique et endommage sérieusement sa lucidité et sa mémoire,.
Pedro Weingärtner meurt à Porto Alegre le 26 décembre 1929. Plusieurs journaux rapportent sa disparition, mais les historiens notent qu'ils ne l'évoquent pas avec l'enthousiasme d'avant,.

## Weingärtner dans son contexte

### L'académisme européen et son influence sur le Brésil

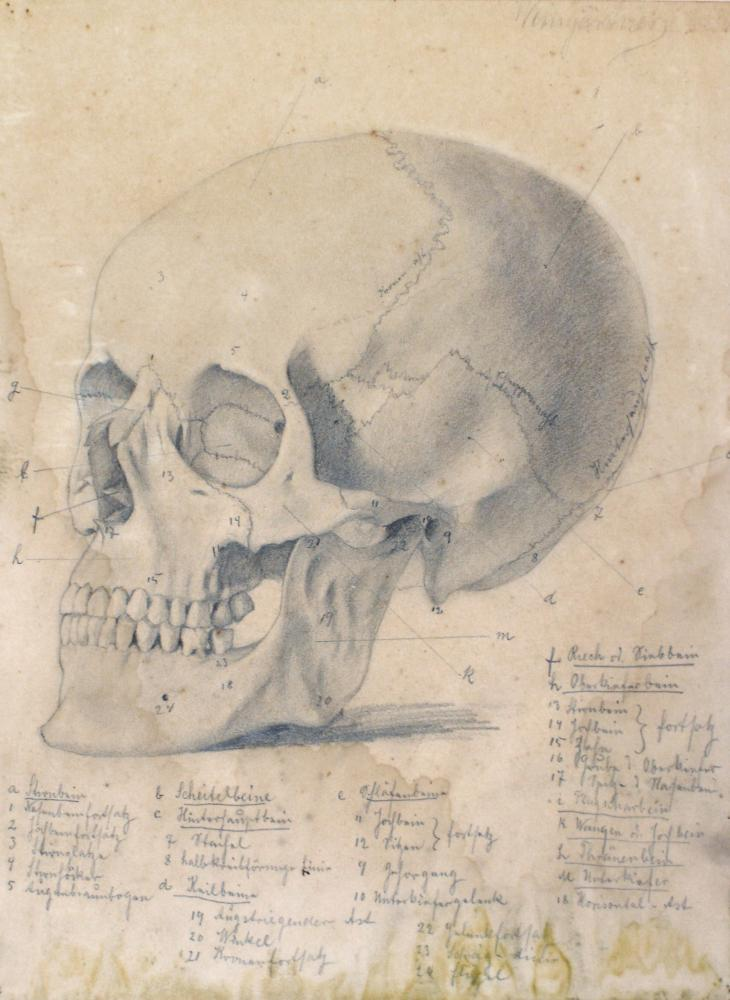
Étude de crâne (n. d.,).

L'œuvre de Pedro Weingärnter s'inscrit parfaitement dans le panorama de la peinture brésilienne du tournant du XXe siècle. Ce panorama a été déterminé par les conventions de l'académisme, qui, à cette époque, était un mélange éclectique de tendances néo-classiques, romantiques, naturalistes et réalistes. Le centre dynamique de la peinture nationale était l'Académie impériale des Beaux-Arts, parrainée par l'empereur lui-même en tant qu'agent important de son programme nationaliste de modernisation et d'unification du Brésil pour sa digne insertion dans un nouvel ordre capitaliste international, et qui dans la république a été restructurée, sans changements essentiels, comme l'École nationale des Beaux-Arts (pt). Ils y donnèrent des cours à de nombreux peintres parmi les plus remarquables en activité, irradiant un modèle esthétique et pédagogique qui influença tout le pays et inspira la création de plusieurs académies régionales, comme l'Institut libre des beaux-arts de Porto Alegre (pt). L'Académie impériale, même si elle traversait toujours des crises dues au manque de conditions pour un fonctionnement complet et à de nombreuses discordes internes, a dicté le schéma de tous les meilleurs arts produits au Brésil jusqu'à la fin du XIXe siècle ; a particulièrement favorisé la peinture par rapport aux autres arts ; a formé une collection qui est aujourd'hui conservée au Musée National des Beaux-Arts et dans d'autres institutions ; a lancé une base théorique solide et une méthode pédagogique adaptée aux temps nouveaux et a contribué à former un marché. Son successeur, l'École nationale, a pu absorber les leçons du modernisme pour continuer à avoir une grande influence au moins jusqu'aux années 1930. Son cercle élargi comprenait de nombreux autres artistes, collectionneurs et personnes intéressées par l'art, nationaux et étrangers. L'Académie impériale a également été la principale cible des critiques de l'ancien système lorsque le modernisme a pris le dessus,,.
Le fait que Pedro Weingärtner n'ait pas été élève de l'Académie impériale est sans importance pour la compréhension de sa production et son insertion dans la vie artistique brésilienne, car les académies qu'il a fréquentées en Europe ont travaillé dans le même sens et, en fait, l'institution brésilienne est née de l'imitation exacte du modèle importé. Weingärtner a participé à de nombreux salons généraux des deux académies et a donné des cours de dessin dans la brésilienne, ce qui ne fait que confirmer sa parfaite adaptation au système national et à l'identité idéologique entre les écoles brésiliennes et étrangères,,.
Les académies dispensaient un enseignement de troisième cycle, systématique et professionnel, mettant fortement l'accent sur le perfectionnement technique et la description correcte de la nature et de la figure humaine, et exigeant plusieurs années d'études préparatoires jusqu'à la qualification. Dans la discipline académique, la maîtrise du dessin était fondamentale, étant le point de départ pour la réalisation de toute œuvre, dans les différentes techniques des arts visuels,,. Bien que l'on ne connaisse pas de détails sur sa préparation ou sa prestation en tant que professeur de dessin à l'École nationale (Ângelo Guido n'aborde guère le sujet, se contentant de dire qu'il a rempli ses fonctions et n'a pas aimé la fonction, et Athos Damasceno Ferreira dit seulement qu'il était « compétent et sensible »,), le programme du cours qu'il a donné existe toujours aujourd'hui ; il permet de comprendre le système académique dont il avait lui-même reçu sa formation :

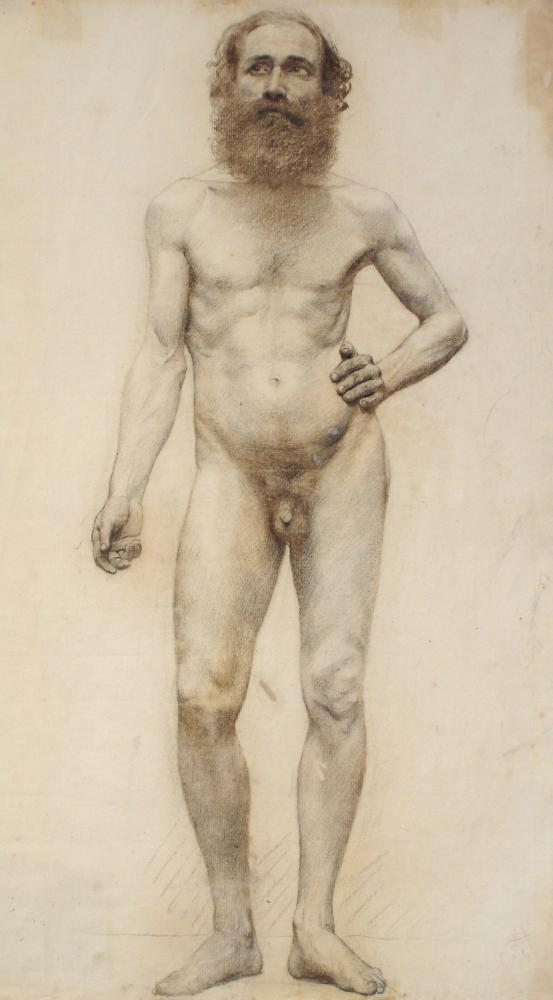
Étude de modèle vivant (1878,).

« Tout disciple qui entre dans la classe de dessin est obligé de faire un travail d'essai, et selon le travail qu'il présente, il entrera dans les classes suivantes :
- 1re année

1. dessin linéaire et figures géométriques

2. dessin de feuilles et d'ornements, copies de phototypes

3. les mêmes feuilles et ornements formés dans la nature et reproduits en plâtre

4. des modèles en plâtre montrant la bouche, le nez, les yeux, les oreilles, etc.

- 2e année

5. les parties des extrémités des mains, des pieds, etc., formées dans du plâtre naturel

6. masques troncs, bras, jambes, formées dans du plâtre naturel

7. bustes, têtes, troncs d'origines anciennes

- 3e année

8. des figures antiques grandeur nature (selon l'espace dans la salle de dessin)

9. portraits grandeur nature, modèle vivant »

Pour la peinture, il était également essentiel de maîtriser parfaitement les techniques de perspective, la théorie des couleurs (en), les caractéristiques des pigments et leur comportement en combinaison, les règles de composition, ainsi qu'une connaissance approfondie de l'anatomie humaine et animale. En outre, il était important pour l'artiste d'avoir une base solide en théologie, en histoire — notamment de l'Antiquité et de ses mythes — et en histoire de l'art — des connaissances qui seraient d'une grande utilité pour une représentation cohérente et convaincante des thèmes respectifs, en plus de démontrer son érudition. Tous ces sujets ont été étudiés en théorie et en pratique. En outre, la copie d'œuvres de Vieux Maîtres était une partie indissociable des cours dans leur phase avancée afin d'acquérir un bon sens du style et de démontrer une compétence technique.

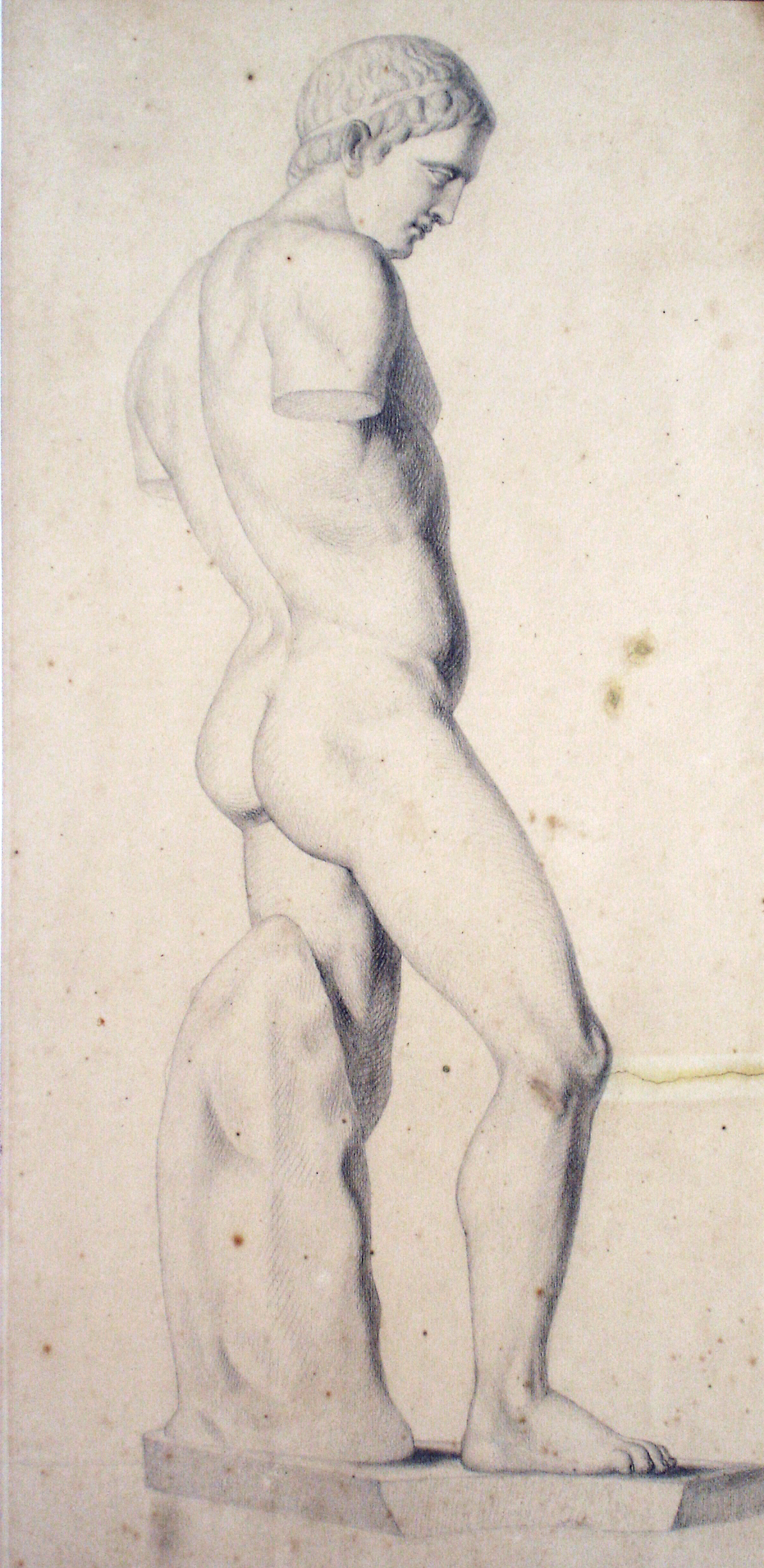
Copie de statue classique (n. d.,).

La nécessité d'une représentation naturaliste était toutefois liée à des conventions idéalistes inspirées par les Vieux Maîtres de la tradition classique, afin d'assurer la continuité d'une lignée culturelle vénérable qui avait été formalisée à la Renaissance mais qui, en fait, remontait finalement au système éducatif de la Grèce antique connu sous le nom de paideia. Au centre de l'académisme se trouvaient les convictions que l'art peut être transmis par l'enseignement — d'où l'appréciation de la tradition — et que le talent ne mène nulle part sans une formation disciplinée, rationnelle et méthodique. Dans cet ensemble de valeurs, la liberté individuelle de création n'a pas eu autant de poids qu'elle en a eu avec le modernisme. Avant tout, l'autorité des maîtres était valorisée et la production d'un art impersonnel et fonctionnel exprimant des valeurs d'intérêt collectif était recherchée, et qui avait, entre autres, pour objectif d'éduquer le public et donc de transformer la société pour le mieux, en adoptant des principes qui avaient, outre un caractère esthétique, également un fond éthique et un but pédagogique. Même si elles ont fait l'objet d'innombrables critiques tout au long de leur histoire, les académies ont indéniablement été le facteur le plus important de la structuration de tout le système artistique de l'Occident moderne. Elles ont reçu le parrainage des États et ont servi d'instances qui ont consacré et préservé non seulement les idéaux artistiques, mais aussi les idéaux politiques, culturels et sociaux nourris par les classes dominantes. Il n'est pas étonnant que les universitaires aient été considérés à maintes reprises comme des conservateurs et des conventionnels, voire des despotes élitistes et rétrogrades, par les avant-gardes successives qui ont souvent prospéré en marge des institutions officielles,,,,,,.
Lorsque Weingärtner est parti étudier en Europe, ce modèle formaliste et idéaliste commençait à entrer en crise, même si à cette époque il demeurait à son apogée, s'étant répandu dans toute l'Europe et les Amériques et commençant à influencer même les cultures non occidentales. À cette époque, avec l'essor rapide de la classe moyenne en tant que marché consommateur d'art, les libertés par rapport à une orthodoxie rigide sont devenues de plus en plus fréquentes, tant en termes de sujets que de forme et de technique, afin de répondre aux goûts éclectiques et peu érudits d'un nouveau public qui ne voyait plus beaucoup de sens dans les allégories solennelles du classicisme et les œuvres historiques et religieuses si prestigieuses des périodes précédentes ; proféraient ainsi des scènes de genre, des scènes domestiques, des œuvres folkloriques, des paysages pittoresques ou exotiques, des portraits, des natures mortes et tous les autres genres auparavant considérés comme mineurs. Dans le même temps, la liberté de création individuelle était devenue une condition non négociable pour les nouvelles générations d'artistes. C'est ainsi que ce que l'on a appelé plus tard le modernisme a commencé à prendre forme,,,. Bien qu'au Brésil la classe moyenne ait mis beaucoup plus de temps à devenir un marché cohérent, la tendance allait dans le même sens, comme en témoignent les critiques de Luiz Gonzaga Duque Estrada, Angelo Agostini et d'autres intellectuels brésiliens, liées au modernisme naissant, à un système qu'ils considéraient déjà comme obsolète et en voie d'extinction,,.
C'est dans ce contexte renouvelé, multiforme et dynamique que l'œuvre académique hétérogène de Pedro Weingärtner s'est construite et s'est distinguée sur la scène brésilienne, préservant de nombreux aspects de l'académisme traditionnel, principalement en termes techniques et stylistiques, mais devenant thématiquement et poétiquement sensible au nouvel ordre des valeurs. Le fait qu'il ait été retraité du gouvernement pendant l'empire et ami personnel de l'Empereur Pierre II, lui a ouvert les portes du marché de Rio de Janeiro ; par ailleurs, ayant établi des liens d'amitié avec des personnalités éminentes de la nouvelle république, comme Joaquim Nabuco et le président Manuel de Campos Sales, le soutien qu'il a reçu a contribué de manière significative à la consolidation de son prestige. Cette situation ne changera qu'à la fin de sa vie, lorsque le modernisme commencera à gagner du terrain.

### La scène italienne

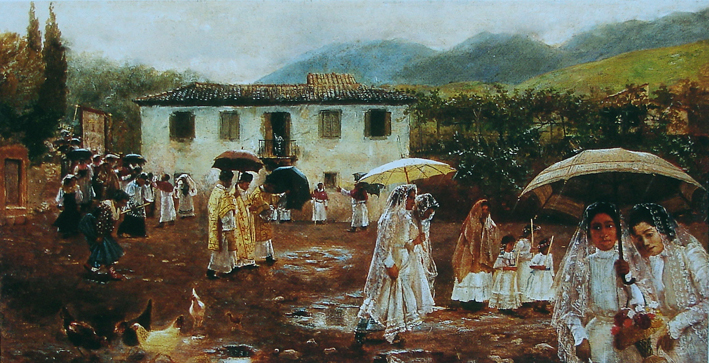
(n. d., localisation inconnue).

Weingärtner était connu pour valoriser les traditions et était indifférent à l'expérimentalisme. Son choix de Rome comme centre d'activité en Europe s'explique par le fait que l'Italie était devenue en grande partie conservatrice sur le plan artistique, perdant sa domination au profit de la France, qui était désormais à la tête des progrès de l'art international,. Au milieu du XIXe siècle, les Italiens étaient confrontés à une grave crise politique, économique et sociale : la population s'appauvrissait, le chômage augmentait, la production agricole était déstructurée et dans certaines régions, la faim frappait durement les classes inférieures, provoquant un grand exode de population. De plus, un processus d'unification ardu se développait au milieu de guerres successives, alors que jusqu'alors la péninsule était une mosaïque de royaumes indépendants,. Face à ce contexte difficile pour de nombreux artistes, le recours aux gloires du passé classique pour la recherche de solutions aux drames du présent devenait la seule voie possible. Ce groupe répond surtout aux attentes d'une élite étrangère aux conflits, qui privilégie les œuvres idéalistes et bucoliques ne soulevant pas de grandes questions. Weingärtner, adhérant volontairement au programme académique traditionnel, où l'héritage de l'antiquité avait un poids considérable, a trouvé dans ces thèmes un environnement propice à l'expression de certaines de ses propres aspirations,,. Comme l'a analysé poétiquement Ângelo Guido, ces peintures ont satisfait son amour pour une beauté calme, aimante et ordonnée et sa vision rieuse de la vie :

« Et quel environnement plus suggestif que celui de Rome, avec ses vénérables ruines évocatrices de siècles d'art, ses palais et ses jardins anciens, comme ceux du Pincio et de Villa Borghèse, les fontaines habitées par des nymphes et des néréides, les collines historiques, les pins romantiques et célèbres, l'environnement extra-muros qui lui parlait des troupeaux et des bergers des versets de Virgile, où chaque pas « des âmes de pierre vigilantes et méditatives » semble vouloir nous communiquer le secret d'une beauté éteinte, d'histoires perdues dans le temps et d'innombrables vies réduites au silence... »

— Guido 1956, p. 49-52.

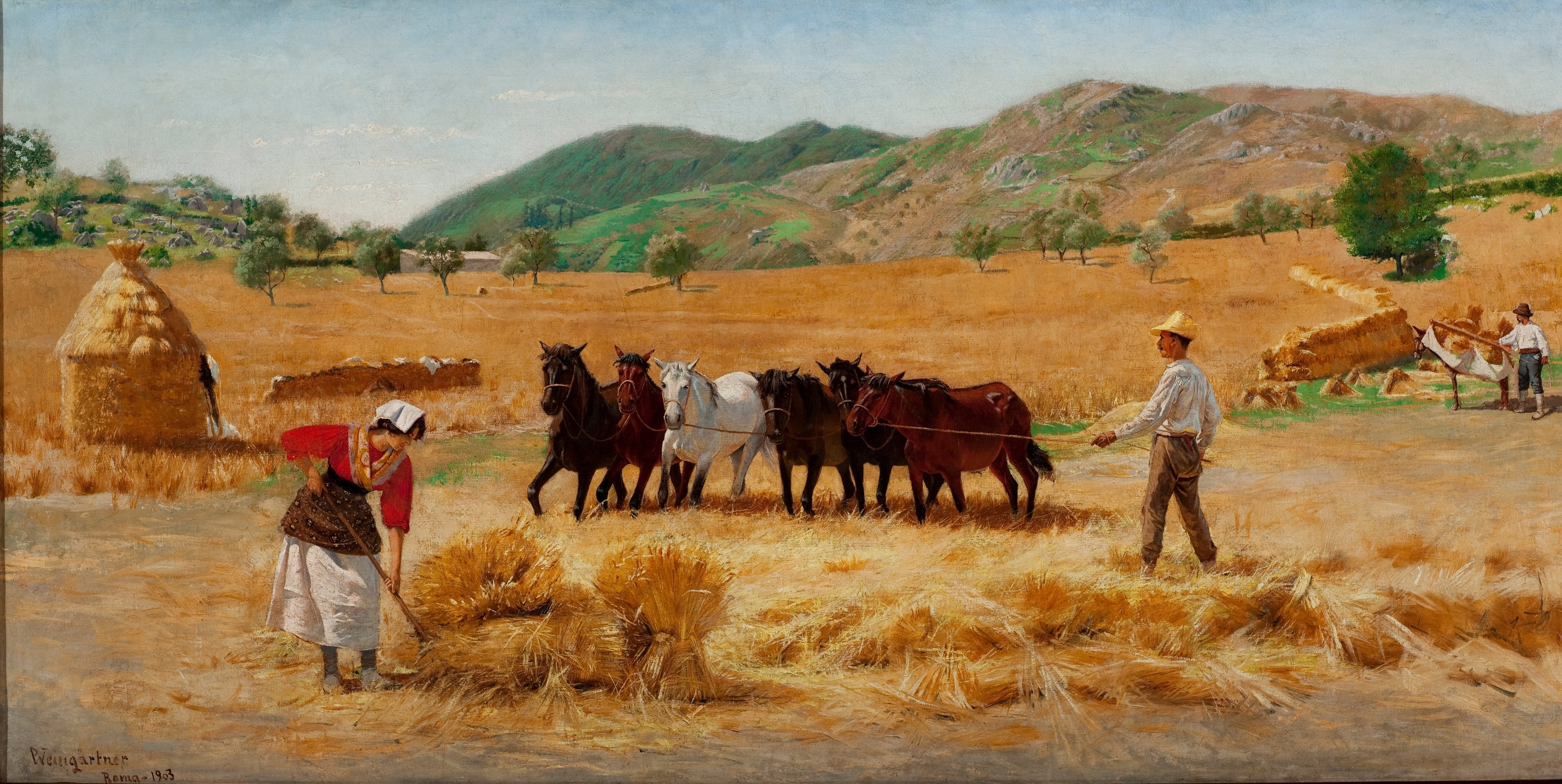
Ceifa em Anticoli (1903, Pinacothèque de l'État de São Paulo).

Il convient également de mentionner son association avec le groupe d'artistes In Arte Libertas, qui en plus de se consacrer à des thèmes classiques, s'est également intéressé au paysage italien et à ses aspects folkloriques. Des œuvres telles que Ceifa em Anticoli (« Moisson à Anticoli », 1903), Procissão interrompida (« Procession interrompue », n. d.), O retrato da noiva (« Portrait de la mariée », n. d.) et bien d'autres sont représentatives de l'attention qu'il porte à la vie de la population rurale et à ses cadres pittoresques,,. Guido considère que cette même adhésion au classicisme commencée à Paris doit être l'une des raisons qui l'ont amené à passer de la France à l'Italie, dont l'héritage de l'ancien Empire romain était visible partout. Les Français eux-mêmes considéraient encore l'Italie comme une source d'inspiration pérenne, à tel point que le plus grand prix de l'académie parisienne, le prix de Rome, était une bourse de perfectionnement à Rome.
Au Brésil, le thème de l'antiquité a également gagné en intérêt, car les fouilles et les découvertes archéologiques qui étaient faites à cette époque à Pompéi et à Herculanum ont suscité la curiosité de beaucoup. Plusieurs artistes brésiliens ont abordé le thème, notamment Rodolfo Bernardelli, Henrique Bernardelli et João Zeferino da Costa. Une autre personne qui s'y est consacrée est le peintre britannique Lawrence Alma-Tadema, que Weingärtner a peut-être rencontré en Italie, car certaines de ses œuvres ont une grande affinité. De plus, la préservation de ces villes avec leurs maisons, leurs marchés et leurs ateliers a permis au public de pénétrer davantage dans la vie quotidienne du romain commun, alors que ce que l'on connaissait jusqu'alors étaient les grands monuments publics qui parlaient davantage de la vie politique, religieuse et artistique de l'empire. Weingärtner lui-même a visité les villes et a peint plusieurs toiles directement inspirées de la scène locale, selon les mots de Camila Dazzi :

« Weingärtner est donc plongé dans une tendance tout aussi nationale : la passion pour Pompéi, la possibilité de repeupler par l'art ses rues de vie, a trouvé, au Brésil aussi, ses adeptes. Et nous ne parlons pas seulement des artistes, car si les œuvres ont été réalisées principalement en Italie, c'est le public brésilien qu'elles visaient, étant envoyées pour figurer dans des expositions publiques où elles pouvaient être admirées et acquises par des particuliers. »

— Dazzi 2009.

### Rio Grande do Sul

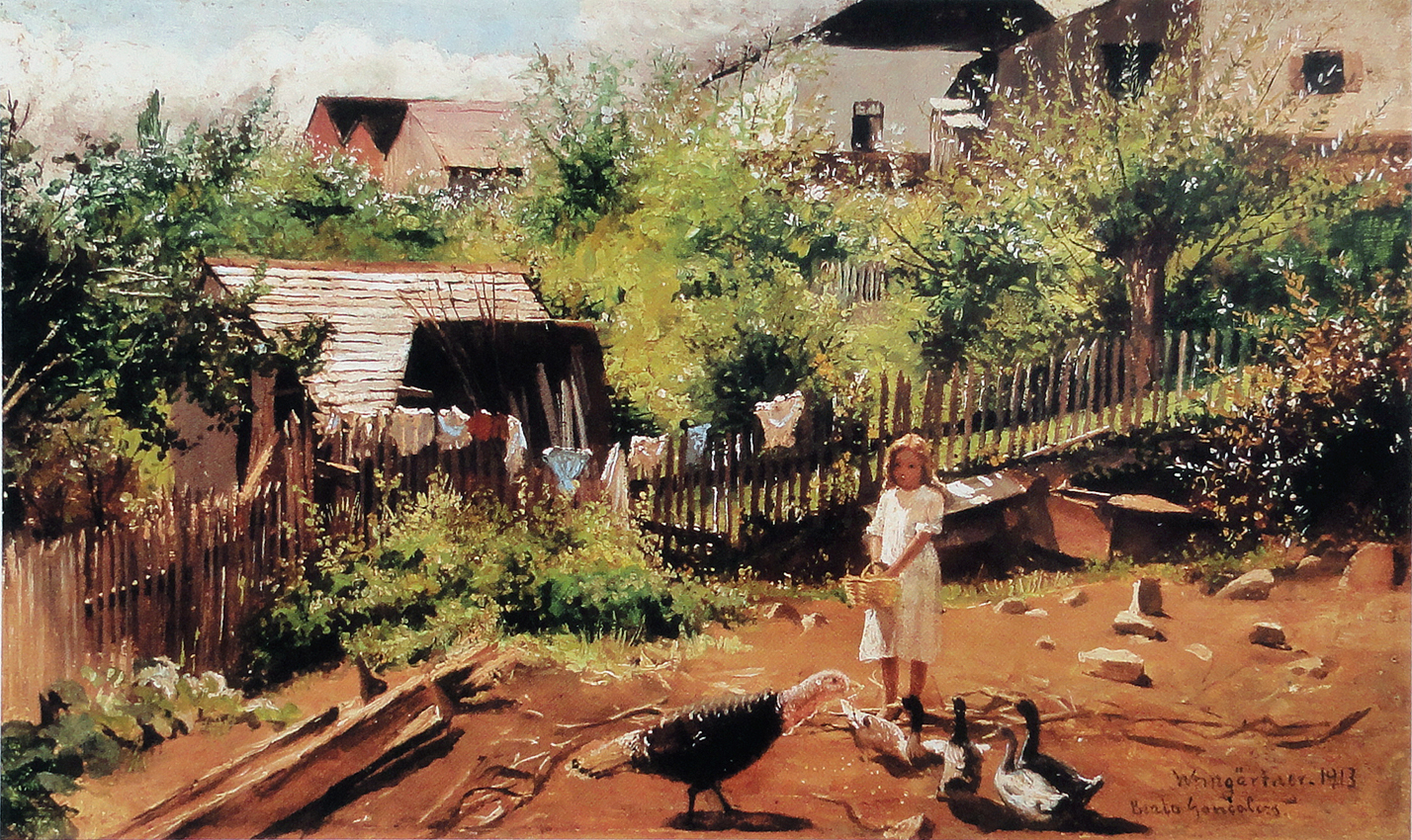
, dans une région de colonisation italienne (1913, coll. priv.).

Weingärtner a prospéré à une époque de changements importants dans l'État du Rio Grande do Sul, dans le sud du pays. Un processus de modernisation de la société et de l'économie s'amorce, et une riche classe bourgeoise émerge, qui commence à cultiver les arts avec un intérêt croissant. Après avoir connu des moments difficiles et des limites pendant la révolution Farroupilha (1835-1845), Porto Alegre, la capitale, connaît une rapide reprise. En 1858, un luxueux opéra, le Theatro São Pedro (pt), a été inauguré, le saraus (soirée thématique) littéraire est devenu à la mode, en 1868 a été fondée la Société Parthénon littéraire, réunissant les premiers intellectuels et éducateurs de mérite royal de l'État, tels que Luciana de Abreu (pt), Antônio Vale Caldre Fião (pt), Múcio Teixeira (pt), Apolinário Porto-Alegre (pt) et Carlos von Koseritz (pt), et en 1875 a été ouvert le premier salon des arts,,.
Suivant la tendance de la seconde moitié du XIXe siècle, lorsque l'académisme brésilien entrait dans sa phase de pointe, la bourgeoisie locale trouvait dans cette école son idéal artistique, mais dans les années 1870, lorsque Weingärtner est parti étudier en Europe, Porto Alegre ne comptait qu'environ quarante mille habitants, était à bien des égards encore une ville de province, et le marché de l'art commençait tout juste à se développer. En peinture, à l'exception de la performance pionnière du gaucho Antônio Cândido de Menezes (pt), qui a reçu une formation à l'Académie impériale des Beaux-Arts, et de quelques artistes de passage bien préparés, comme Delfim da Câmara (pt), Bernardo Grasseli et Francisco Viriato de Freitas, qui ont également donné des cours, la peinture en Rio Grande do Sul était caractérisée par le dilettantisme,,.
L'impulsion du progrès s'accélère au tournant du XXe siècle avec un grand programme de travaux publics et de réurbanisation de la capitale, stimulé par la diffusion de la philosophie positiviste adoptée par le gouvernement, à tel point qu'en 1908, la première académie peut enfin être fondée, l'Institut libre des Beaux-Arts (pt), bien que ses débuts soient très modestes, n'offrant que des cours de musique et de dessin, tandis que le cours de peinture ne sera enseigné régulièrement qu'à partir de 1936.

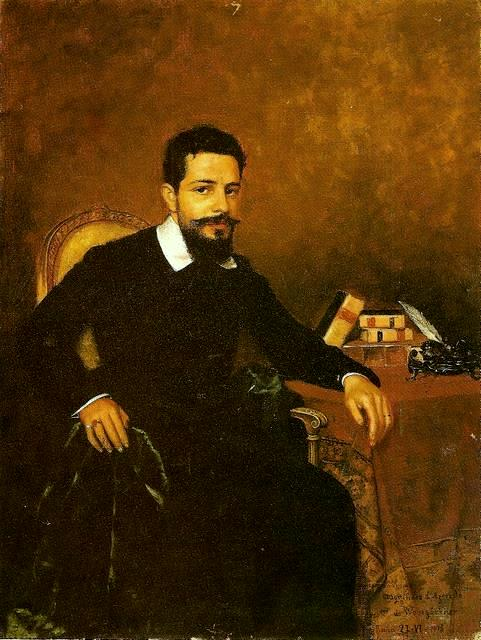
(1903,).

Mais l'élite consommatrice d'art, et bien plus le public en général, en termes artistiques, sont restés assez conservateurs, ignorant les nouveautés qui apparaissaient dans le centre du pays et continuant à préférer les travaux académiques. C'est pourquoi pendant la plus grande partie de sa carrière, le peintre a trouvé une réponse si favorable auprès de ses compatriotes. D'autre part, le marché de l'art dans la ville au début du XXe siècle était encore très petit et ne pouvait pas absorber sa grande production, comme le déplorait Olinto de Oliveira, l'un de ses plus grands défenseurs, accusant également la population d'avoir une mentalité trop provinciale pour reconnaître sa véritable grandeur. Malgré les critiques, Weingärtner se trouvait dans une position très privilégiée dans l'attention des Portoalegrenses, et même s'il n'y vendait pas grand-chose d'autre que des portraits et qu'il était absent pendant de longues périodes, il était présent en envoyant régulièrement des œuvres diversifiées pour les exposer. Sa propre approche des thèmes régionalistes s'insérait parfaitement dans un programme idéologique du gouvernement qui cherchait à consolider la figure du gaucho et de l'immigrant comme symboles d'identité de l'État, étant le premier à travailler avec de tels thèmes,,,.
Cependant, selon Círio Simon, dans la république, les anciens liens de Weingärtner avec le régime impérial lui ont parfois causé des problèmes, et il est significatif qu'il n'ait pas été appelé à rejoindre le corps enseignant de l'Institut libre après s'être installé définitivement à Porto Alegre. Le peintre, cependant, n'a pas adhéré à des idéologies politiques, au point qu'il n'a pas hésité à représenter le charismatique président positiviste de l'État, Júlio de Castilhos (pt), et à peindre des scènes de la Révolution fédéraliste. Il est également révélateur des contradictions dans son contexte que le même Institut ait acquis une œuvre propre pour la Pinacoteca Barão de Santo Ângelo (pt) à un prix élevé payé par le gouvernement, et que le directeur de l'École des Arts de l'Institut, Libindo Ferrás, l'ait invité à participer aux tribunes finales d'évaluation des étudiants.

## Œuvre

### Peinture

#### Considérations générales

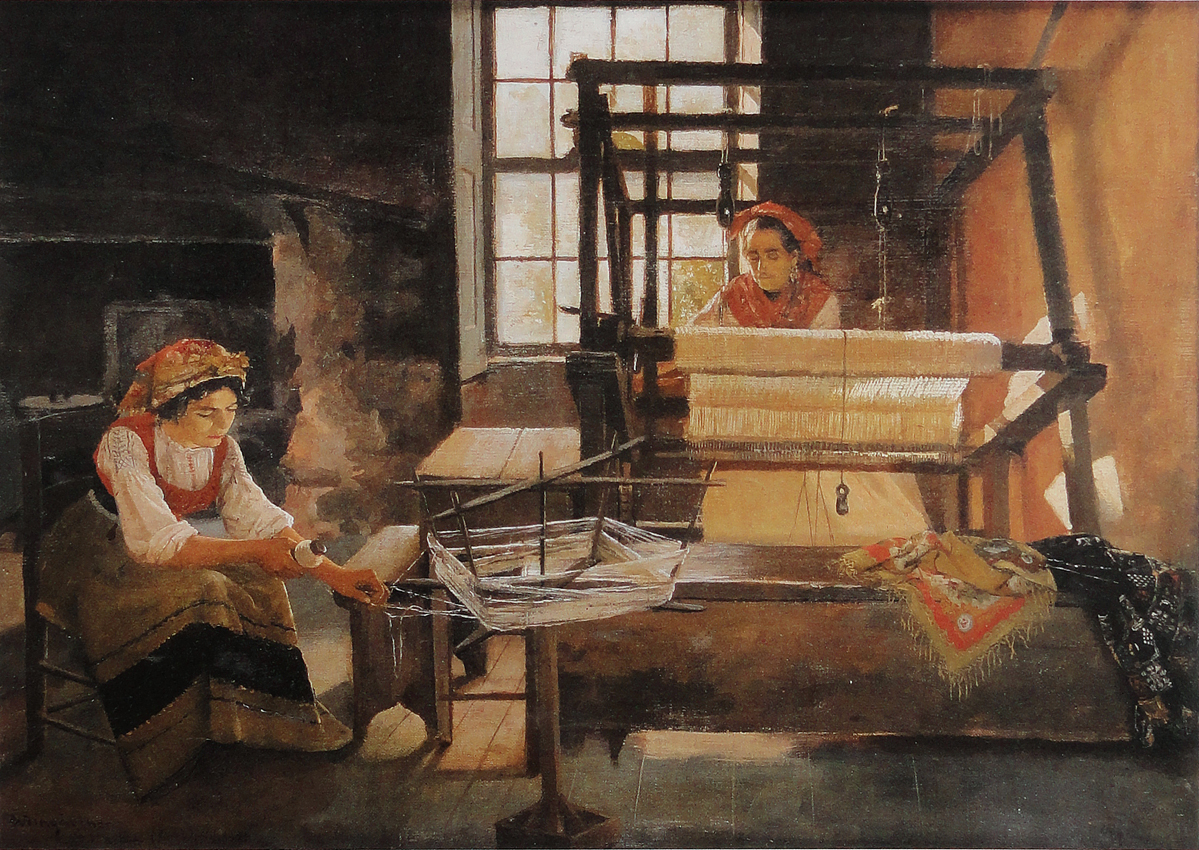
(« Tisserandes », 1909, coll. priv.).

Travailleur prolifique et discipliné, Pedro Weingärtner a laissé un œuvre pictural vaste, cosmopolite et éclectique, dans lequel il a abordé des thèmes mythologiques et classicistes, le folklore, les portraits, les paysages, les paysages urbains, les scènes de genre, les fantasmes romantiques et exotiques, mais surtout, comme on l'a également reconnu de son vivant : les scènes de genre et les scènes régionalistes sur le sud du Brésil, dont il a laissé un remarquable document humain et social de son époque,,. Il est resté fidèle à ses origines mais s'est suffisamment adapté pour s'accorder avec l'esprit de son temps et des lieux qu'il a traversés. Bien qu'il ait peint principalement pour les élites qui avaient les moyens d'acheter des œuvres d'art, son travail n'est pas limité par les idéaux de cette classe, car il a souvent dépeint le peuple d'une manière sensible, empathique et honnête, ce qui est significatif qu'il ait traité ces sujets plus humbles avec dignité. Le reproche fait par des modernistes ainsi que par certains des historiens de l'art du XXIe siècle est d'avoir été un universitaire conservateur et conventionnel ; cette vision peut être considérée comme biaisée car formulée par ceux qui ont triomphé dans le contrôle du marché et de la critique de l'époque. Aujourd'hui, transcendant les controverses internes du monde de l'art, sa position éminente dans un contexte historique et social plus large est à nouveau reconnue : Weingärtner répondait aux exigences d'un public expressif nombreux et étant souvent puissant économiquement et politiquement, devenant l'un de ses préférés pendant pratiquement toute sa carrière. Rares étaient les artistes qui, comme lui, vendaient toutes les œuvres de ses expositions et recevaient tant de critiques positives sans susciter de grandes controverses. Sa mise en lumière du thème du gaucho parle aussi d'un esprit qui, bien que satisfait du style qu'il avait choisi et opposé à l'expérimentalisme formel, pouvait s'ouvrir à de nouveaux horizons, laissant dans le thème du régionalisme une contribution qualifiée et novatrice à la peinture brésilienne,,,,,,. Il est assez surprenant, vu la popularité dont jouissaient en son temps les genres de la peinture religieuse, des scènes orientalisantes et des natures mortes, que Weingärtner n'ai rien produit dans ces genres-là.

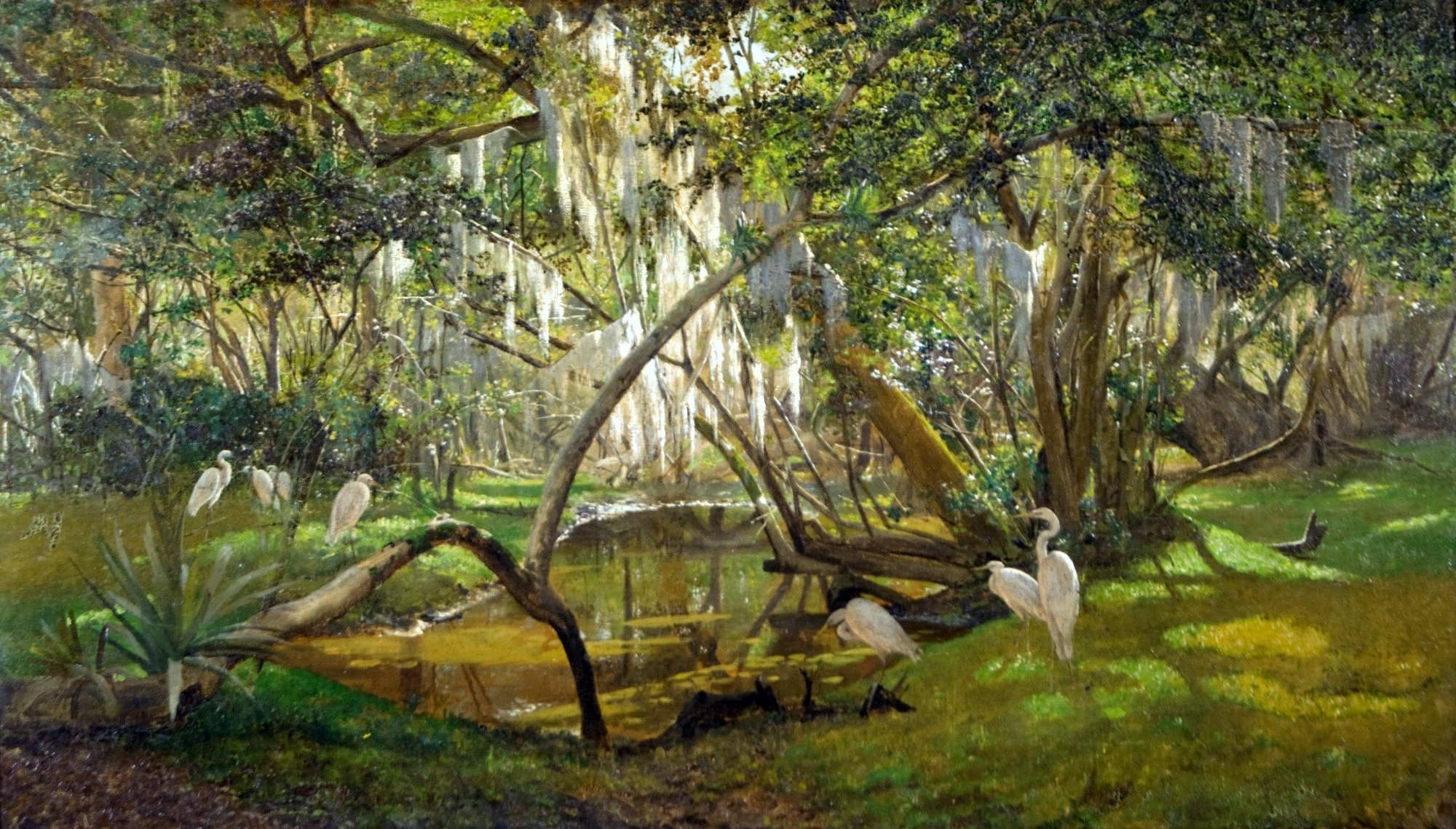
(« Hérons », 1913, Pinacoteca Barão de Santo Ângelo).

Il avait une technique raffinée, avec un dessin sûr, une palette riche mais contenue et harmonisée, un sens équilibré de la composition, une manipulation sensible de la lumière et une remarquable capacité à observer et à décrire la nature, en accordant toujours une attention méticuleuse aux détails, se rapprochant des effets de la photographie,,,, ce qui rendait son style unique pour ses contemporains. En effet, il utilisait des photos pour créer nombre de ses compositions et détailler les différents objets qu'il peignait — une pratique qui devenait de plus en plus courante. Son utilisation de cette technique vient de l'époque où il était encore étudiant, lorsqu'il a traversé des périodes de pauvreté : il avait pensé alors à se consacrer professionnellement à la photographie. Il était également un ami proche des photographes, avec lesquels il se promenait souvent,,,.
Il a toujours montré une préférence pour les œuvres de petites dimensions, et même dans les grandes, son amour du détail semble révéler une vocation de miniaturiste,,,,. Mais au-delà de ce penchant naturel, les circonstances du marché ont également influencé ses choix, les œuvres de grande taille se vendant beaucoup plus difficilement.
Un autre aspect intéressant de sa méthode est la réutilisation des mêmes éléments dans plusieurs œuvres différentes. Cela devient flagrant dans le paysage qui apparaît dans Tempora mutantur. Le même paysage a déjà été identifié dans six autres œuvres : cinq tableaux — Cena de guerra (« Scène de guerre », 1894), A derrubada (« La destruction », 1894), Paisagem derrubada (« Paysage détruit », 1898), Carreteiros gaúchos chimarreando (« Postiers gauchos prenant du maté », 1911), A morte do lenhador (« La Mort du bûcheron », 1924) — et dans la gravure Paisagem de Tempora mutantur (« Paysage de Tempora mutantur », n. d.).
Ses opinions sur l'art demeurent inconnues et ne peuvent qu'être interprétées à partir de ses œuvres, car presque toute sa correspondance — qui aurait pu constituer un riche fonds d'informations — a été perdue, brûlée par la veuve pour préserver sa vie privée,. Cependant, quelques autres documents épars et plusieurs lettres et cartes postales qui sont restées chez des amis ont survécu, où l'on trouve un compte rendu intéressant de l'œuvre Tempora mutantur (« Les temps changent »), qui dépeint un couple d'immigrants se reposant après une journée de dur labeur sur le terrain :

« Ce tableau, je l'ai fait expressément pour nous, parce qu'ici en Europe, il n'est pas facile de comprendre le sujet ; je me suis inspiré, pour ce faire, d'un certain personnage que j'ai trouvé dans notre cher Brésil, des hommes qui, ici en Europe, étaient de nobles familles, qui pour une raison ou une autre, ont laissé leur patrie derrière eux pour chercher fortune en Amérique et sont tombés en chemin et là, ils se sont laissés porter et ont été réduits à ce que j'ai vu [...] Je voulais faire un personnage [...] qui, ne trouvant pas d'occupation, était obligé de se retirer dans une colonie, et c'est la scène que j'ai reproduite dans le tableau : le premier jour de travail, la pauvre femme voyant les mains qui étaient belles et pulcres, aujourd'hui brûlées par le soleil et calleuses par ce premier travail. »

— Fonseca Bohns 2008

#### Scènes régionalistes
Avec ses tableaux sur les gauchos et les immigrés, Pedro Weingärtner est un pionnier de la peinture régionaliste au Brésil, et c'est peut-être là sa contribution la plus méritoire, qui peut être comparée à celle du bien plus célèbre Almeida Júnior avec ses caboclos et ses caipiras paulistas,,,. Il commence à créer ces scènes qui montrent le peuple du Sud dans les années 1890. Elles deviennent aussi importantes en tant que témoignage d'une modernité avant la lettre, préfigurant l'appel que Mário de Andrade, l'un des principaux agents du modernisme brésilien, lancera dans les années 1920-1930, pour que les artistes représentent la riche diversité sociale et culturelle du pays et abandonnent une fois pour toutes le discours visuel homogénéisant, centralisateur et européanisant, qui était en place depuis le milieu du XIXe siècle.

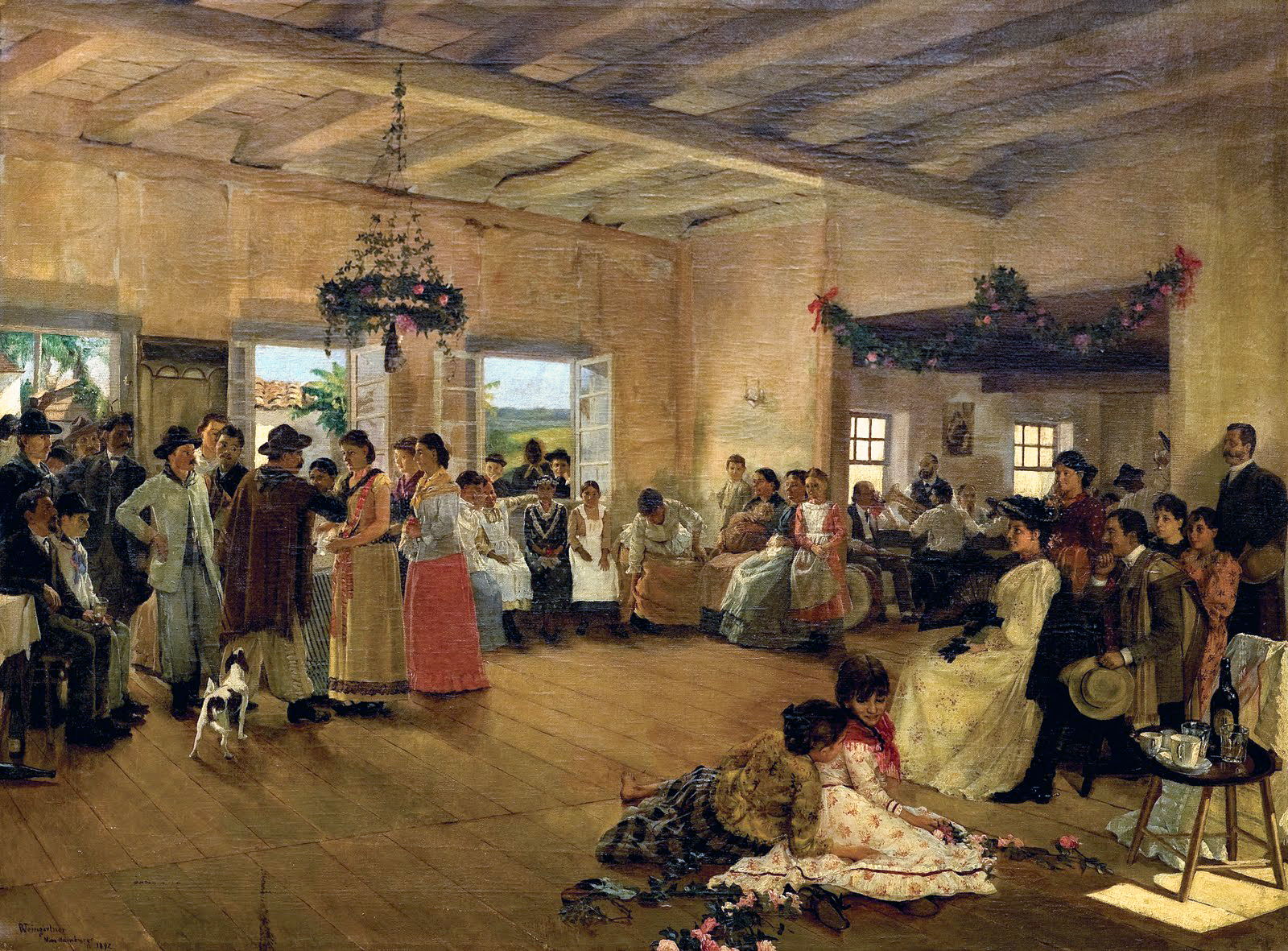
Kerb (1892, coll. priv.).

Lorsqu'il a abordé la vie des colons italiens et allemands, il n'a pas hésité à expliquer les difficultés que ces populations traversaient : elles luttaient pour mener une vie digne après de nombreuses privations dans leur pays d'origine et étaient arrivées au Brésil pour trouver des privations similaires sur une terre encore sauvage ; dans le cas des Italiens, elle avait été largement abandonnée par le gouvernement, qui les avait attirés avec des promesses trompeuses sur une Pays de Cocagne qui n'existait que dans la propagande officielle,. Mais elle semble aussi s'être, dans un certain sens, mise au diapason de ce discours, considérant la colonisation comme un projet héroïque et civilisateur et faisant venir dans ses cadres des exemples de colons qui avaient réussi à atteindre un bon niveau de vie. Dans de nombreux tableaux, Weingärtner a également montré des moments heureux, de fraternisation collective, comme dans Kerb, une fête typiquement allemande, ou de simples scènes où la dureté de la vie semble s'harmoniser au contact de la nature ou dans l'expérience de simples choses quotidiennes, comme l'illustre Fundo de quintal em Bento Gonçalves (« Fonds d'arrière-cour à Bento Gonçalves »), avec une petite fille nourrissant des dindes et des canards, ou des Fios emaranhados (« Fils emmêlés »), représentant l'intérieur d'un emporium dans lequel une dame s'occupe de la broderie tandis qu'un enfant allongé par terre s'amuse avec les objets d'un vendeur ambulant qu'elle a étalés par terre.

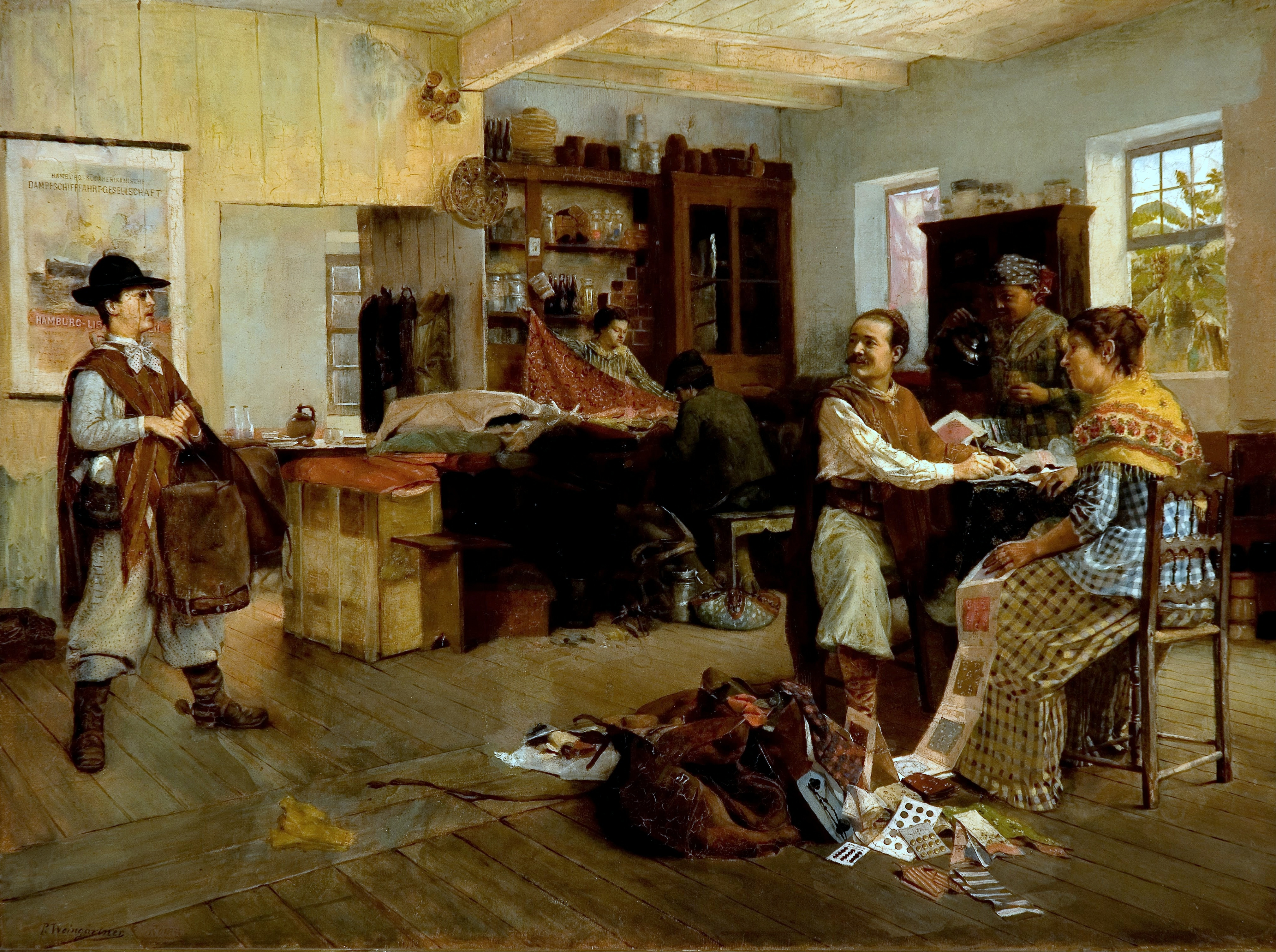
(1890, Musée national des Beaux-Arts du Brésil).

Mais même lorsque son travail est clairement orienté vers le réalisme, contrairement aux peintres français d'avant-garde, qui montraient avec crudité les conditions de vie difficiles d'une population souffrante et brutale, Weingärtner a souvent teinté la description de la réalité de tons poétiques et idylliques et d'une grande compassion, comme l'atteste sa propre déclaration sur la Tempora mutantur,. Cela n'a pas empêché qu'à certains moments la chronique de la vie populaire prenne un ton humoristique, comme on le perçoit dans Chegou tarde! (« T'es arrivé trop tard ! ») où un vendeur itinérant entre dans un magasin en transportant sa valise d'articles pour trouver un concurrent qui négocie déjà avec son client.
Ses scènes gauchères montrent les luttes de la campagne, avec ses paysans ou ses tropeiros, leurs churrascos, les saladeros (pt), les auberges et les pâturages. Elles sont particulièrement importantes parce qu'elles s'inscrivent dans un projet politique de ces États — autrefois gérés par les positivistes, avec un groupe influent de descendants allemands devenus puissants économiquement et s'étant parfaitement intégrés à la réalité du Rio Grande do Sul — : elles ont promu la culture du thème du gaucho, ainsi que dans une moindre mesure de l'immigrant, en tant que symboles de valeur et d'identité régionale, où les œuvres du peintre dans ces genres ont naturellement trouvé une place de choix,,. Mais il faut noter que ces scènes se vendaient plus dans le centre du pays que dans leur propre État, car elles y étaient considérées comme un exotisme attrayant. Cette iconographie consacrée par Weingärtner s'est cristallisée dans l'imaginaire populaire et parmi les institutions qui composent le Mouvement traditionaliste gaúcho, qui promeuvent la culture d'un univers gaucho stéréotypé et qui sont aujourd'hui une force puissante dans la culture de l'État,.

#### Paysages

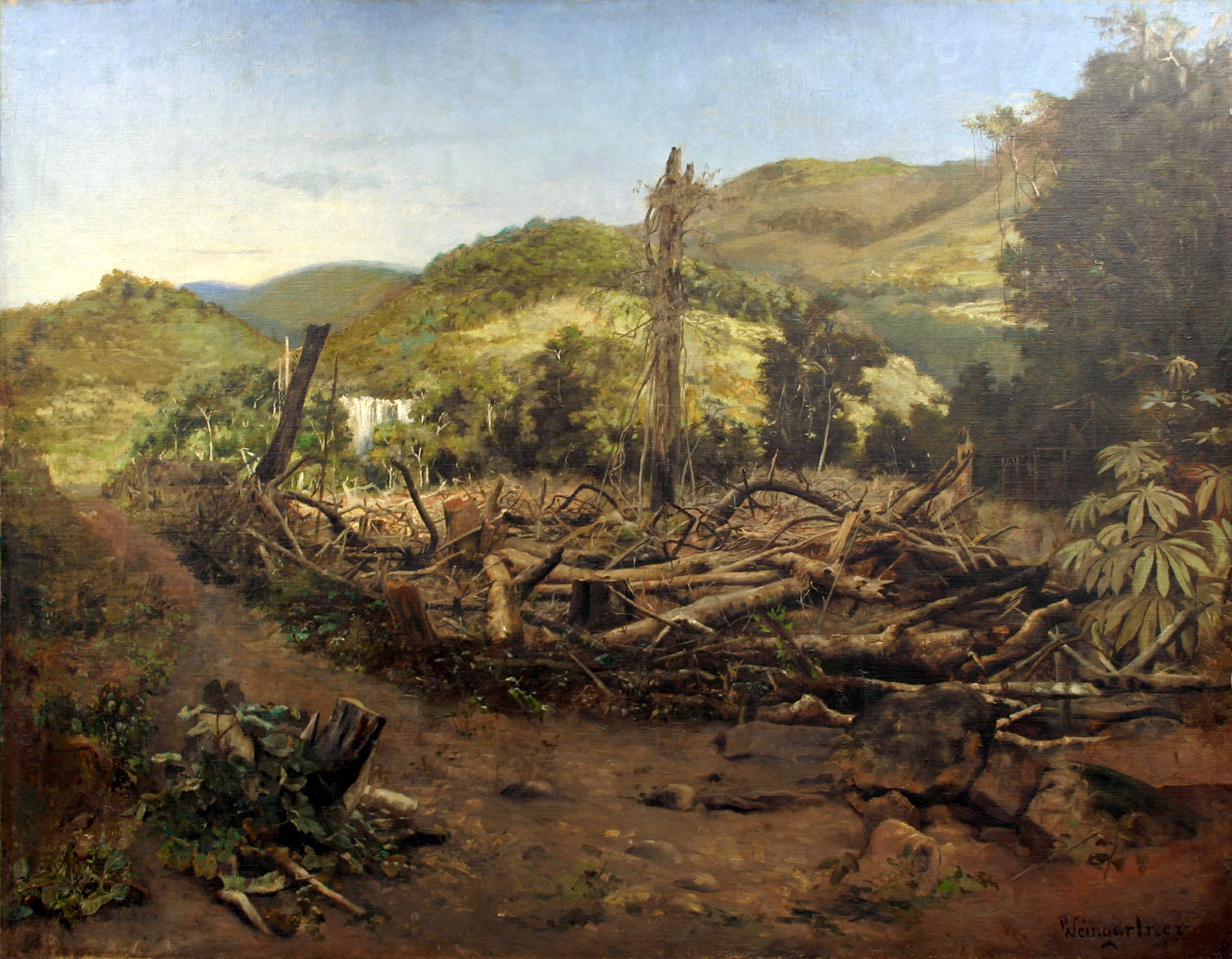
(1913, Musée national des Beaux-Arts du Brésil).

Pedro Weingärtner était aussi un grand paysagiste, variant son approche entre une description strictement réaliste, avec « un sens aigu de la précision », comme le dit José Augusto Avancini, et un traitement relativement libre, construisant le paysage dans ses lignes les plus essentielles en gestes amples et en taches diffuses ; mais même dans ces cas-là, la description de la géographie reste suffisamment reconnaissable pour permettre sans difficulté l'identification du lieu exact qui a donné naissance aux œuvres. Il s'est souvent soucié de saisir le pittoresque du paysage, en incluant dans l'image des bâtiments caractéristiques, des personnages à distance avec des costumes typiques de la région,. Dans certains cas, il a documenté les agressions dont l'environnement brésilien avait souffert, comme la déforestation, l'agriculture sur brûlis et l'érosion des sols. Cependant, dans l'ensemble de sa production, le paysage en général est un arrière-plan subordonné aux scènes qu'il a représentées au premier plan, fusionnant les catégories de paysage et de scène de genre,.

« Nous trouvons chez Weingärtner une attention particulière et, en ces termes, un protagonisme, dans la représentation du paysage comme « matérialisation d'un instant de la société » (SANTOS, 1997:72), où le gaucho, l'immigrant, le travailleur rural apparaissent comme sujets de différentes relations sociales [...] Le monde du travail rural est également au centre de l'attention dans les œuvres réalisées d'après des paysages européens, comme dans Ceifa, situé à Anticoli, en Italie [...] La possibilité de représenter le paysage, l'architecture et les personnages régionaux est perçue par Weingärtner non seulement comme un renouveau dans son travail, mais aussi comme une contribution efficace au domaine de l'art, puisqu'un tel thème n'était pas habituel, ni diffusé dans d'autres centres, même nationaux »

— Albani de Carvalho 2008

#### Scènes de genre

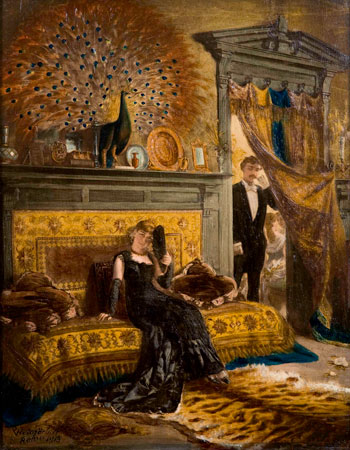
(1919, coll. priv.).

Les scènes de genre constituent la partie la plus complexe de sa production, tant en raison de sa diversité thématique que de son traitement varié, et dans d'innombrables cas, la catégorie est confondue avec d'autres et perd ses limites claires. Celles qui représentent l'élite urbaine dans son propre « habitat » reflètent typiquement l'esprit de la Belle Époque, lorsque la société brésilienne est passée d'un modèle monarchique, propriétaire, rural et esclavagiste à un autre républicain, bourgeois, urbain et capitaliste. Si dans le Rio Grande do Sul cette élite était encore en train de se constituer et avait moins de Lumières, dans le centre du pays, de loin son plus grand marché au Brésil, elle était déjà plus consolidée et plus puissante économiquement, mais pour les deux, l'acquisition d'œuvres d'art devenait de plus en plus un signe d'éducation et de statut, contrastant fortement avec la période impériale, où l'élite investissait à peine dans l'art. Les dames et les messieurs de la meilleure société défilent dans leurs tableaux avec tous les emblèmes de leur classe : leurs beaux habits et leurs bijoux, vivant dans de somptueuses demeures et menant une existence insouciante, voire ennuyeuse, dans une opulence et une abondance décorative qui frise le kitsch et dans laquelle une nouvelle sensibilité se crée et de nouveaux désirs apparaissent,,,,,.
Ruth Tarasantchi a noté que ces œuvres sont souvent ambiguës, comme O importuno (« L'importun », 1919), dans laquelle une belle jeune femme, seule dans une pièce richement décorée, donne l'impression d'être gênée par l'arrivée d'un gentleman, pourtant « l'éventail qu'elle tient dans ses mains gantées, qui couvre son visage et cache son regard sournois, implique peut-être, au contraire, qu'il s'agit d'une rencontre non fortuite, mais qu'elle veut donner l'impression du contraire. ». À d'autres occasions, en revanche, il établit une vision clairement critique et révèle les ombres et les désillusions d'une classe qui s'efforce de garder une apparence brillante, comme dans Casamento de conveniência (« Mariage de convenance », 1909), où la femme, encore jeune, en tenue de gala et prête à aller au bal, où elle espérait s'amuser, regarde avec ennui son mari, un vieil homme, déjà endormi dans un fauteuil. Dans No penhor (« Le prêteur sur gages »), une dame visiblement épuisée vend ses bijoux chez un prêteur sur gages, une image de décadence d'une grande force expressive.

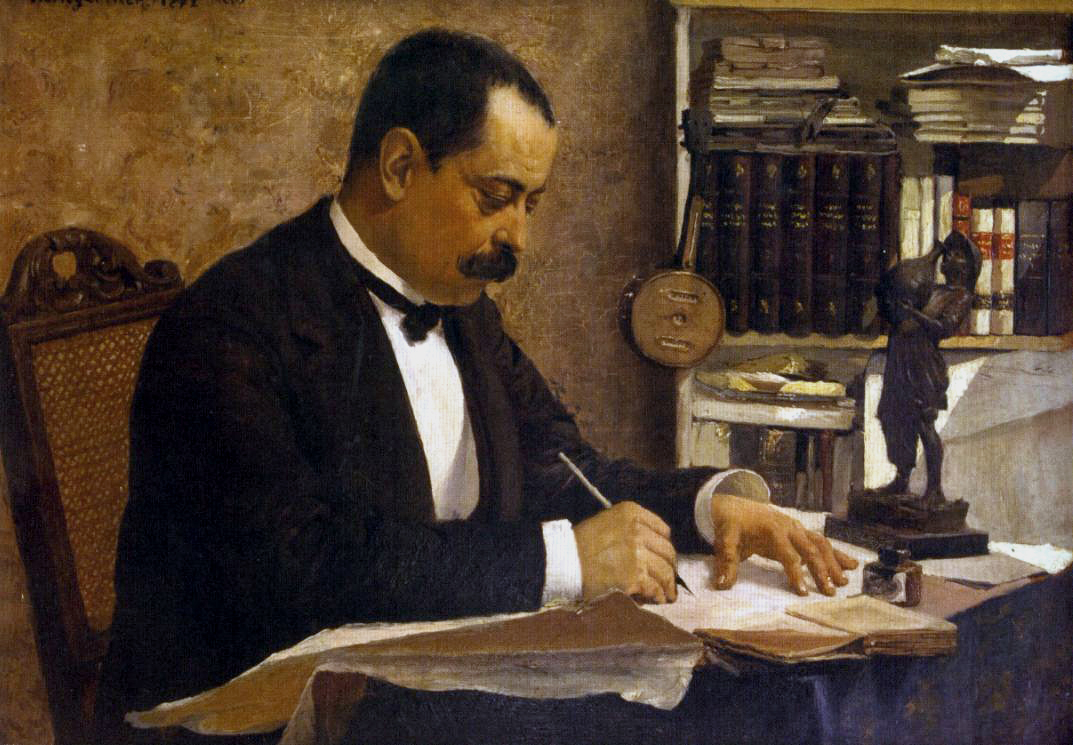
(1892, coll. priv.).

La classe moyenne commence elle aussi à se permettre certains luxes et à désirer des œuvres d'art dans lesquelles elle peut se reconnaître et même s'imaginer plus « chic », car ces œuvres sont en général de petites dimensions et deviennent accessibles,. O notário (« Le notaire », 1892), représentant un petit-bourgeois qui apparaît dans son bureau concentré sur son travail mais habillé sur son trente-et-un et entouré d'objets suggérant une certaine culture (une statue de bronze et une mandoline), en est un bon exemple. Elles n'ont cependant pas toujours servi à revendiquer du prestige, et le thème centré sur ce groupe social est très varié : intérieurs, scènes de travail et de loisirs, personnes de tous âges, rencontres amoureuses, scènes ironiques ou humoristiques, et bien d'autres encore, dans une vaste chronique de l'univers des gens ordinaires et anonymes.

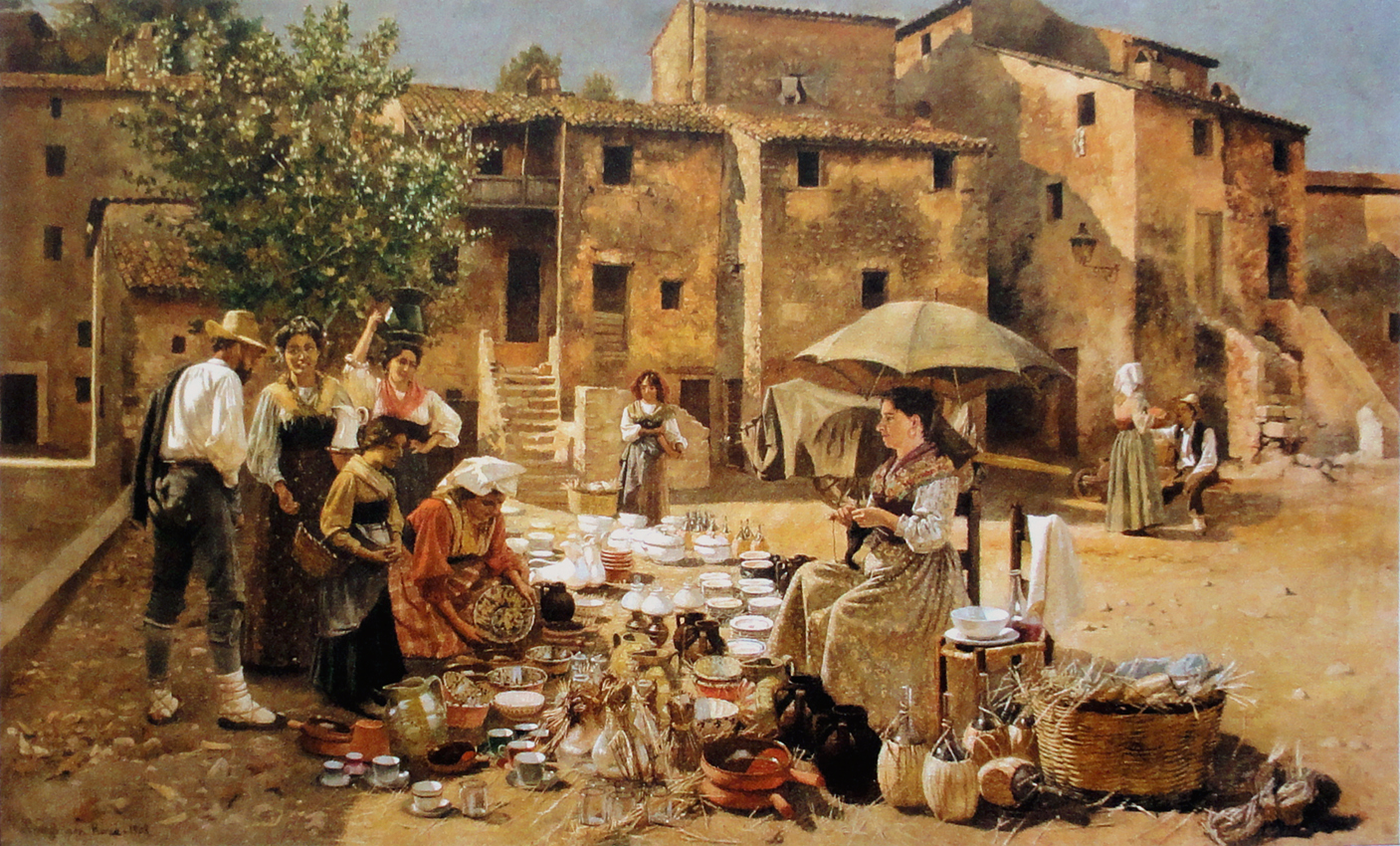
(1908, coll. priv.).

Weingärtner peint aussi des scènes de la vie paysanne européenne, dont il a laissé un grand nombre d'œuvres qu'il a entamé en Italie, principalement dans la région d'Anticoli Corrado, et qu'il a également observées plus tard au Portugal. De même, ils sont très variés dans leur thème et leur traitement, allant d'images très réalistes à des représentations de grande poésie, et de scènes de travail à la campagne à des portraits de la vie dans de petits villages avec leurs coutumes ancestrales et leur folklore, leurs foires, leurs fêtes et leur artisanat urbain. Ils font généralement appel au pittoresque et à la simplicité du monde réel, mais sont parfois dans un certain sens idéalisateurs et nostalgiques, se rapprochant de l'imaginaire historiciste et classiciste.
La grande acceptation que la peinture de genre a connue au Brésil depuis la fin du XIXe siècle est également due à d'autres facteurs, parmi lesquels la popularisation de la photographie et la montée concomitante de l'esthétique réaliste dans la peinture, avec une correspondance entre elles car elles répondent à la demande d'une véritable représentation de la réalité. En même temps, de nouveaux concepts d'intimité, de plaisir au foyer, de relations sociales et familiales se sont formés, où il est devenu important de décorer soigneusement les intérieurs afin de faire de la résidence un endroit agréable où il fait bon vivre et où l'on peut socialiser avec sa famille et ses amis. En ce sens, la peinture de scènes domestiques, pour ceux qui les consommaient, était un miroir de reconnaissance et d'affirmation de cette intimité privilégiée et « moderne »,, comme le commentait Marize Malta :

« La présence de peintures sur le mur signifiait avoir de quoi regarder, pouvoir jouir du plaisir que la profusion de couleurs et de détails procurait à l'observateur privilégié : un plaisir personnel. Il a vu une « belle » représentation de la scène familiale imaginée, idéalisée, illusoire — un trompe-l'œil de l'imagination. En raison de sa visibilité, la toile, partagée par d'autres yeux (étrangers au foyer), servait également à démontrer le goût, la connaissance, le prestige et à confirmer la distinction de celui qui possédait un tableau aussi exceptionnel [...] Les peintures de genre ont donné une place prestigieuse à la vie des objets décoratifs aux yeux du spectateur. Monde imaginé (l'image) et monde réel (de l'objet concret) interpénétrés. Ces peintures n'étaient pas de simples descriptions intérieures d'une histoire du présent, elles étaient des constructions visuelles qui façonnaient des façons d'affronter les modes de vie et de regarder le mur des maisons [...] Sur la toile ou dans la domesticité, une iconographie du décoratif s'établit, fruit de nouvelles visualités qui parlent d'un art accessible, d'un art au plus petit, d'un art à portée de main. »

— Malta 2006
Ces travaux sont donc aussi un document important d'une époque de grands changements. En même temps, l'effervescence culturelle et artistique dans les hautes couches de la société s'est reflétée de manière positive dans le reste de la population, car les expositions d'art en général, mais surtout les grandes expositions générales des académies carioca et paulistana, où les peintures de genre sont devenues de plus en plus courantes, ont attiré un public proportionnellement plus important que même les grandes expositions amenées de l'étranger et se sont répandues avec l'enthousiasme des médias contemporains. C'était une époque où l'art le plus sophistiqué était devenu vraiment populaire,,.

#### Scènes historiques

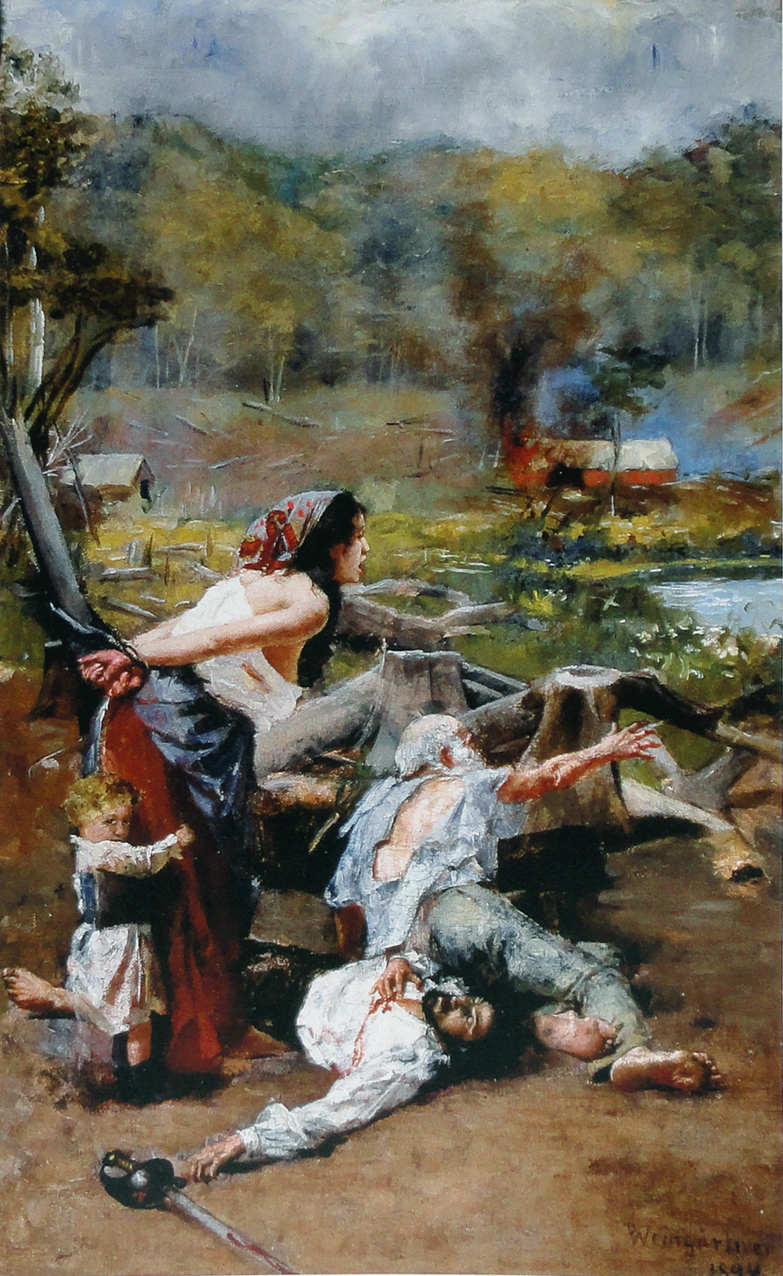
(1894, coll. priv.).

Pedro Weingärtner a laissé très peu d'œuvres dans le genre historique : une poignée de peintures et de gravures sur la Révolution fédéraliste (1893-1895). Elles méritent néanmoins d'être mentionnées tant pour leur rareté que pour le drame qui a été imprimé dans certaines d'entre elles et pour leurs grandes qualités esthétiques. Son implication dans la Révolution est fortuite : il parcourt la campagne de Santa Catarina pour prendre des notes lorsqu'il est approché par une troupe de révolutionnaires et est obligé de les accompagner pendant une semaine. Il a été bien traité mais a assisté à des scènes sanglantes, et a fini par tomber malade. La scène la plus frappante est celle de la Cena de guerra (« Scène de guerre »), dans laquelle un père de famille gît mort sur le sol tandis que son épouse hurle, attachée à un pieu et à moitié ligotée en voyant sa maison en feu et la désolation qui l'entoure. Un enfant s'étreint les jambes, terrifié, et un vieil homme aux vêtements en loques tente de se relever du sol,. Également très dramatique, A derrubada (« La destruction », 1894), une variation et peut-être une étude préparatoire de celle de 1914, se concentre sur l'image de la femme, dont le visage est bouleversé, face à un paysage sombre.

#### Classicisme
Les œuvres classicistes et mythologiques de Pedro Weingärtner étaient aussi appréciées, malgré l'évolution progressive des goûts vers des thèmes contemporains. Sa formation n'est pas connue avec précision, mais il a dû avoir sa première rencontre avec les classiques en Allemagne, dans les musées et lors des classes académiques qu'il y a prises, où la copie d'œuvres classiques faisait partie de la discipline. Il a aussi probablement eu un deuxième impact à Paris, où les thèmes classiques ont une grande place dans la peinture, et son professeur français William Bouguereau était célèbre pour ses compositions sur l'Antiquité et ses nus idéalisés. En allant en Italie, il a plongé dans un environnement saturé d'antiquité. Naturellement, il a laissé un grand nombre de pièces dans ce genre, comme Dáfnis e Cloé (en référence à Daphnis et Chloé, 1891), Oferenda ao deus Pã (« Offrande au dieu Pan », 1894) et Idílio (« Idylle », 1908),,.

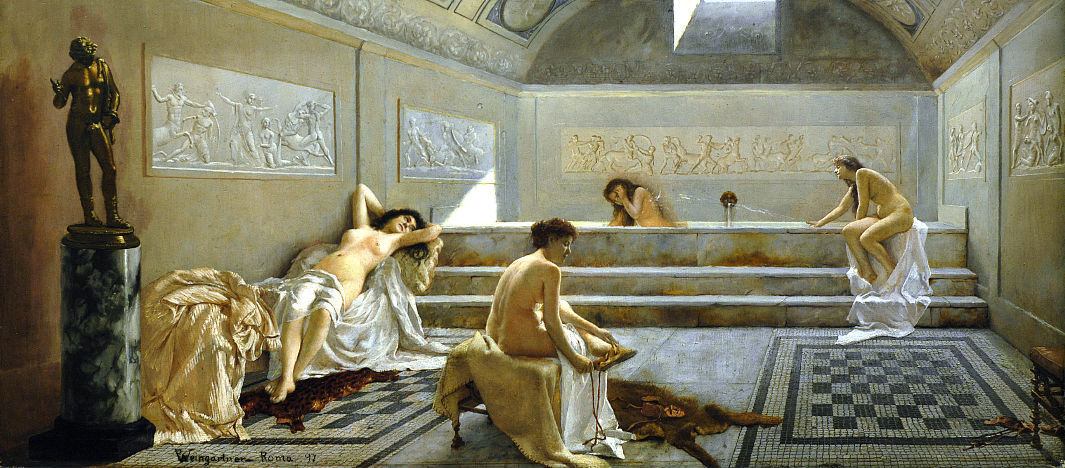
(1897, Pinacoteca Aplub de Arte Rio-Grandense).

Il y avait un grand marché : une partie de la bourgeoisie aimait trouver dans ces tableaux des miroirs où elle pouvait reconnaître ses propres vertus et idéaux supposés. Mais en plus d'alimenter ce marché, Weingärtner a véritablement apprécié le thème, le traitant avec poésie. Certaines œuvres font référence au mythique âge d'or en apportant des atmosphères contemplatives et bucoliques qui dégageant une harmonie idéale entre l'homme et la nature, et représentent aussi d'une certaine manière une sorte d'évasion romantique des problèmes modernes. Comme le dit Ângelo Guido, « le motif classique était pour lui l'abandon tranquille à l'évocation sereine d'une beauté disparue, beauté des temps lointains, dans laquelle il lui semblait que la créature humaine vivait plus naturellement et donc plus près des sources du bonheur et de la poésie »,,.
D'autres, en revanche, comme la série des Pompeianas (« Pompéiennes »), sont des images prosaïques et historicistes qui reprennent en esprit, sinon en ambiance, le thème des scènes de genre bourgeoises et urbaines. Dans d'autres encore, comme Ninfas surpreendidas (« Nymphes surprises ») et Caçadora de borboletas (« Chasseuse de papillons »), qui mettent en valeur le corps féminin nu, il a su distiller de discrètes touches d'érotisme.
On peut constater enfin dans de nombreuses œuvres de genre où il a représenté des bergers et des paysans de son époque l'influence classiciste dans leurs atmosphères et leurs décors bucoliques et dans une représentation idéalisée des personnages humains,,.

#### Portraits

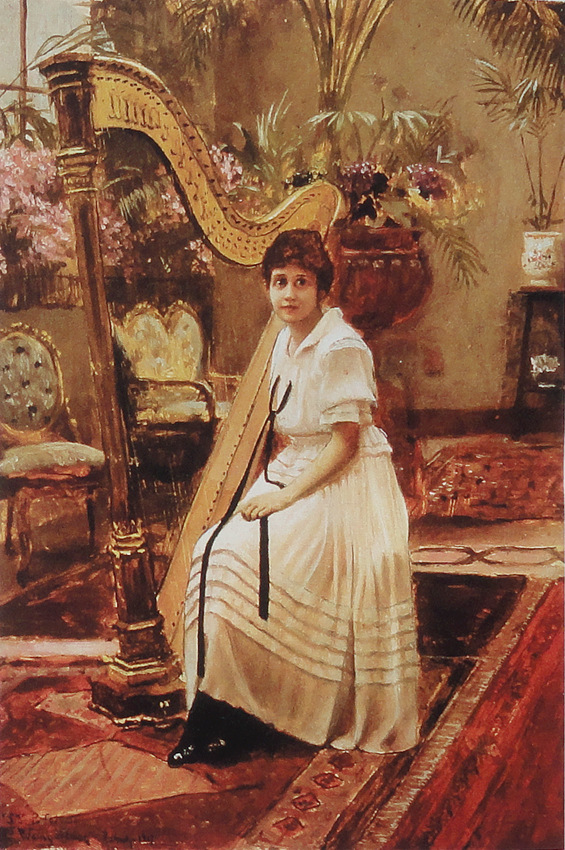
(1917, coll. priv.).

Ses portraits sont peu connus et peu étudiés. Les quelques appréciations qui existent sont en désaccord sur des aspects fondamentaux, bien qu'elles trouvent toujours de grandes vertus dans les meilleures copies, comme celles de sa mère, de son épouse, de son frère Ignacio et de Bruno Chaves,.
Guido considère qu'il fait preuve d'une remarquable capacité de concentration formelle et d'économie de moyens, se passant de détails et de la description de la vie intérieure des sujets pour créer des œuvres aux qualités purement picturales. Fonseca Bohns, en revanche, en a qualifié certains d'admirables pour des raisons opposées, trouvant en eux des œuvres d'une grande sensibilité émotionnelle et une représentation détaillée des détails.
Certains portraits, représentant l'élite, sont proches des scènes de genre, montrant des personnages dans des environnements sophistiqués, révélateurs de leur position élevée, et divertis dans le cadre de loisirs culturels. Un bon exemple est Retrato da Senhora Bruno Toledo (« Portrait de l'épouse de Bruno Toledo »), dont le sujet est installé dans une salle pleine d'ornements coûteux et jouant d'une grande harpe dorée.
Plusieurs autres pièces peuvent également être comprises comme des portraits, bien que l'identité du modèle ne puisse être connue, comme Gueixa (« Geisha »), Moça no jardim (« Jeune femme dans un jardin »), Indecisa (« Indécise ») et Preparada para o baile (« Prête pour le bal »),.

### Dessin

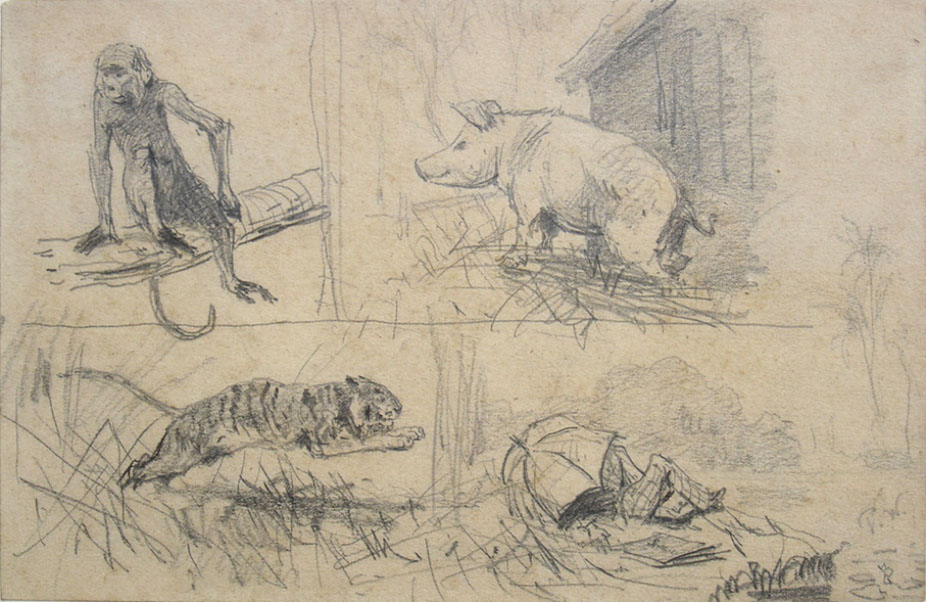
(« Notes sur des animaux », graphite, n. d., coll. priv.).

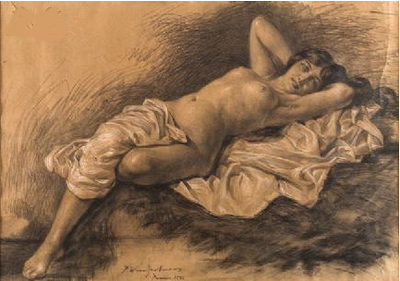
Nu recostado (« Nu allongé », charbon et pastel, 1883, coll. priv.).

Son œuvre dessiné, réalisé avec divers matériaux : graphite, encre, aquarelle, pastel, est la partie la moins connue et la moins accessible de sa production. Les quelque 60 dessins et quelques carnets que l'on connaît aujourd'hui de lui ne représentent probablement qu'une infime partie de ce qu'il a produit, mais ils sont importants car ils donnent une idée de sa méthode de travail et attestent de sa maîtrise du trait. La disparition de ces œuvres est due au fait qu'elles n'étaient pas destinées à l'exposition ou au commerce, mais étaient généralement de simples études d'anatomie ou des esquisses préparatoires à des tableaux. Cependant, selon Alfredo Nicolaiewsky, certaines peuvent être considérées comme des œuvres d'art à part entière. Comme pour tous les académiciens, le dessin était fondamental dans leur processus de création, et ils faisaient de nombreuses études et notes pour leurs compositions définitives, car il y avait peu de place pour l'improvisation dans la méthode académique rigoureuse.

« Ce que l'on peut déduire de plusieurs carnets que nous avons examinés, c'est qu'il n'a jamais voyagé, il n'a même jamais fait une promenade [...] sans prendre son petit carnet dans lequel il notait ce qui l'intéressait ou pouvait servir à une composition. Et les petits dessins, soigneux ou rapides, mais toujours révélateurs d'une habileté et d'une élégance surprenantes conquises par son trait, remplissaient des pages et des pages, constituant un des aspects de son travail extrêmement intéressant, non seulement pour ce qu'ils nous révèlent de sa valeur en tant que dessinateur, en tant qu'observateur aigu et étudiant passionné du contenu esthétique des choses, mais aussi pour ce qu'ils documentent de ses processus de travail, du soin et de l'honnêteté avec lesquels était élaborées ses œuvres d'art. »

— Guido 1956, p. 75-76

### Gravure

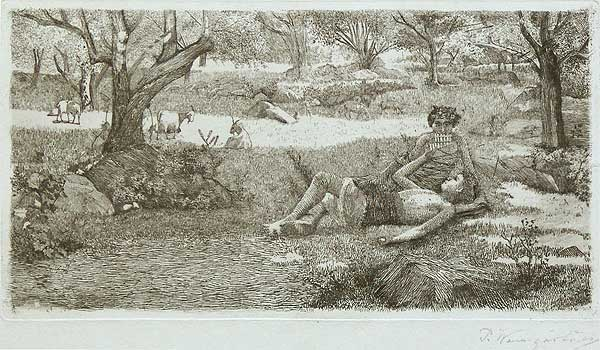
(« Scène antique », eau-forte, 1916, musée d'Art Rio Grande do Sul Ado Malagoli, Porto Alegre).

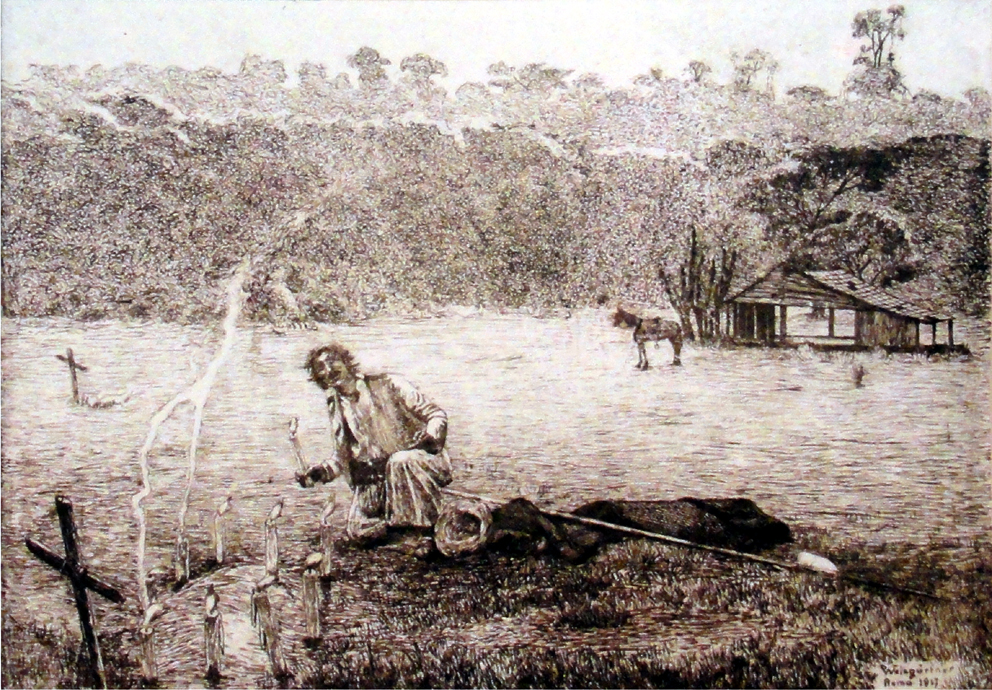
(« Remords », eau-forte, 1917, parue dans (Porto Alegre : Núcleo de Gravura do Rio Grande do Sul/FUMPROARTE, 2006).

Ribeiro Gomes considère que son œuvre gravé n'est pas moins important que son œuvre peint, même si dans ce domaine, sa production a été réduite, principalement parce qu'il a été l'un des précurseurs de la taille-douce au Brésil. De plus, ses pièces sont de grande qualité esthétique et démontrent sa parfaite maîtrise des techniques de gravure, principalement l'eau-forte — pour le dessin — et l'aquatinte — dont les jeux de tons permettent d'obtenir des effets picturaux. Presque toutes ses estampes sont monochromes, mais Weingärtner a aussi produit des monotypes en couleur ; la plupart sont de petits formats.
On ne sait pas avec qui il a appris à graver ; cependant, comme au Brésil il n'y avait pas encore de matériel adéquat, on sait que ses estampes ont été réalisées en Italie. Leur étude est rendue difficile par l'absence, dans certains d'entre eux, de marquages de tirage, de date, de signature ou autres informations techniques aujourd'hui normalisées, et il est possible que des tirages posthumes ou clandestins aient été effectués, car dans l'ensemble de la qualité de l'impression est inégale. Selon l'analyse d'Anico Herskovits, les premiers tirages sont généralement à l'encre sépia et les plus tardifs sont en noir,,.
Certaines sont des reproductions de tableaux de son auteur, une habitude courante à son époque qui vise à faciliter la diffusion et le commerce de ses images. Comme ses peintures, elles se caractérisent par une grande minutie dans le traitement des détails. Ses thèmes sont variés : paysages, portraits, scènes gauchos et scènes mythologiques,,,.

« Dans ces estampes, les personnages apparaissent toujours dans un état contemplatif, ou de parfaite intégration avec le milieu naturel. Entièrement libres des conventions sociales, et adaptés à une nature enivrante, ils apparaissent à volonté, et leurs corps, souvent dénudés, ne semblent pas attaquer les principes moraux de la société européenne du XIXe siècle, bien qu'ils aient pu déranger la partie de la société gauchiste conservatrice qui les connaissait, encore sans répertoire suffisant en ce qui concerne la culture classique. »

— Fonseca Bohns 2008

### Expositions notables

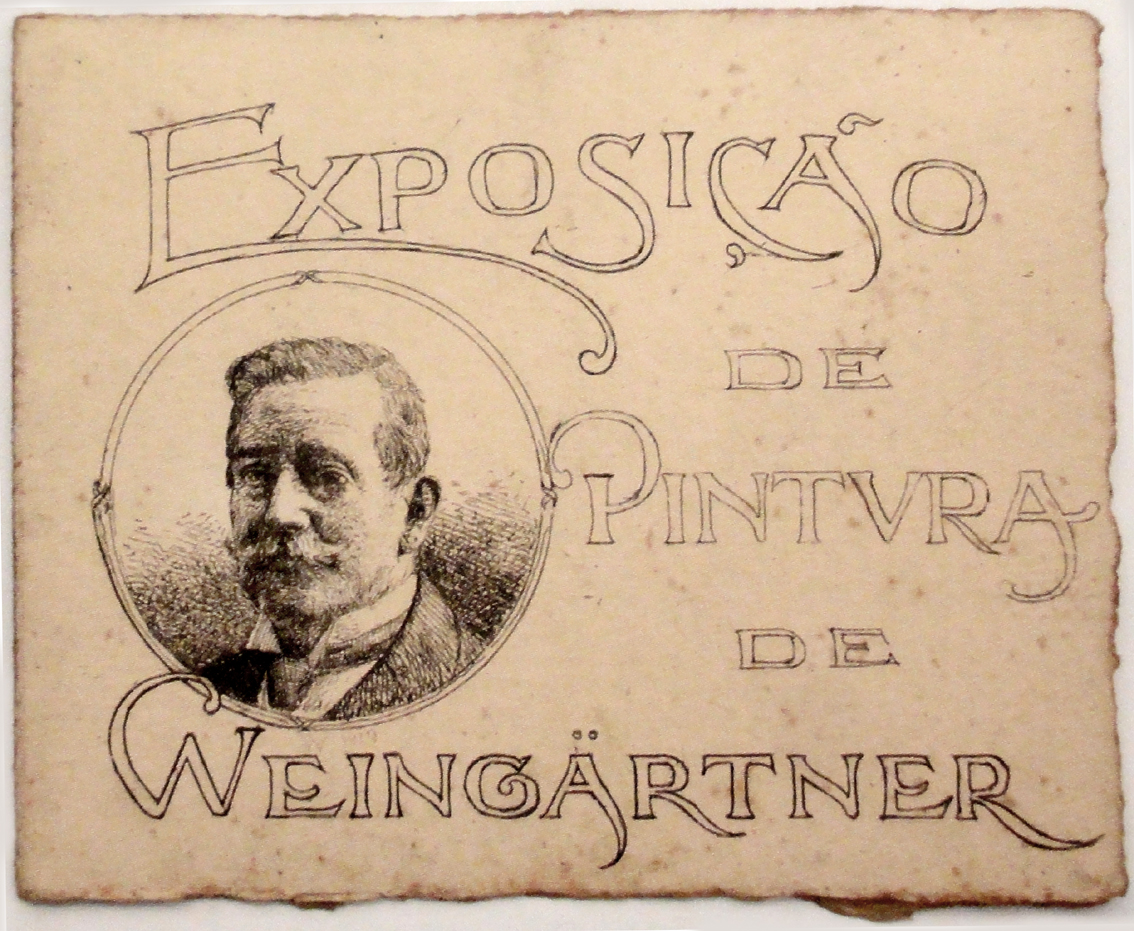
Invitation à une exposition de Pedro Weingärtner de 1919, qu'il a réalisée lui-même à l'eau-forte.

Pedro Weingärtner a régulièrement exposé individuellement de 1878 à 1925 à Porto Alegre,, de 1888 à 1922 à Rio de Janeiro, de 1900 à 1923 à São Paulo et en 1920 à Pelotas,.
Il a aussi participé à plusieurs expositions collectives (listées par l'institut Itaú Cultural, sauf mention contraire) :
- Porto Alegre :
  - 1881 : Exposição Brasileira-Alemã
  - 1901 : Exposição Comercial e Industrial (il y obtient une médaille d'or)
- Rio de Janeiro :
  - 1884 : 26ª Exposição Geral de Belas Artes, Académie impériale des Beaux-Arts)
  - 1890, 1894, 1895, 1896, 1898, 1902, 1905, 1906, 1908, 1909, 1922 : Exposição Geral de Belas Artes, Escola Nacional de Belas Artes)
- São Paulo :
  - 1911 : 1ª Exposição Brasileira de Belas Artes, Liceu de Artes e Ofícios de São Paulo (pt)
  - 1922 : 1ª Exposição Geral de Belas Artes, Palácio das Indústrias (pt)
- Paris :
  - 1891 : Société des artistes français[110]
  - 1898 : Salon de Paris
  - 1900 : Exposition universelle, avec Pedro Américo et Eliseu Visconti.
- Chicago :
  - 1893 : Exposition universelle

## Réception

### Critiques de son vivant

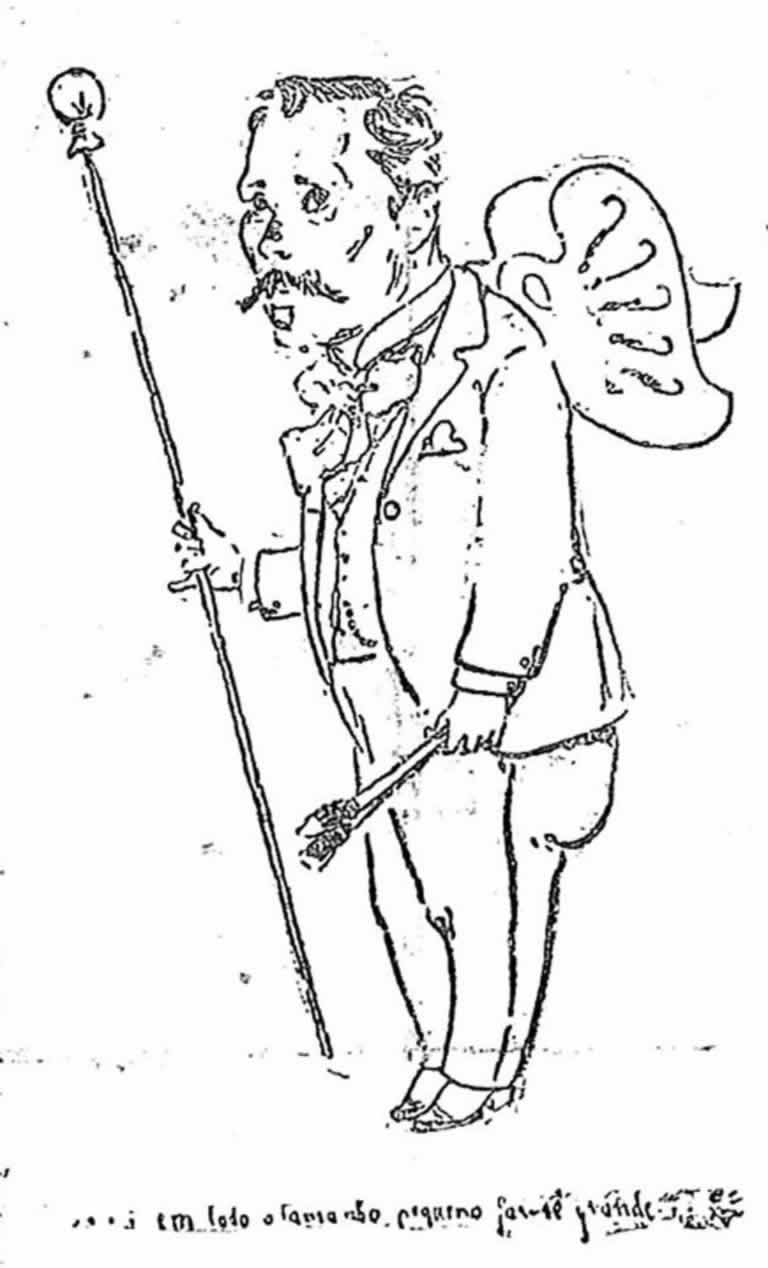
Caricature de Pedro Weingärtner par Henrique Bernardelli (1894). Ses ailes ont la forme d'une palette de peinture.

Pendant pratiquement toute la carrière de Pedro Weingärtner, son travail a trouvé un public très réceptif et a été salué à plusieurs reprises comme un illustre peintre. Lors de sa première exposition personnelle à Rio de Janeiro, en 1888, il fut salué comme « le premier peintre brésilien » car « aucun de nos compatriotes n'a jamais atteint une telle perfection dans le dessin, une telle finesse dans la finition et une telle observation dans l'étude »,. Une chronique de la Gazeta de Notícias de janvier 1894 affirme que son œuvre « plaît à toutes sortes de gens et satisfait aussi bien le critique que l'artiste et le dilettante ». En octobre, le même journal l'honorait à nouveau :

« On nous dit que Pedro est brésilien parce qu'il a laissé son nombril dans le Rio Grande do Sul et se vante d'être Guasca. Henrique Bernardelli l'a dessiné avec des ailes ; il les a, le diable de Pierre, et a volé dans ces airs, faisant de lui un artiste sur lequel on peut compter. Dans l'exposition actuelle, Weingärtner est bien représenté, et les amateurs (collectionneurs) semblent vouloir laisser son atelier vide. Peu importe, il n'a pas peur de travailler, et nous le verrons bientôt, de retour de sa pampa, ou de Berne, ou d'Allemagne avec un nouvel assortiment d'œuvres, où il y a toujours un pas en avant. Peter n'est pas un officier de peinture ; il est un peintre dans toute l'étendue du mot »

— Gazeta de Notícias du 10 octobre 1894.
Dans le panorama de la peinture dans son État, même absent pendant de longues périodes, il a été la figure dominante jusqu'à peu avant sa mort, avec l'apogée de son influence dans les années 1910, même lorsque d'autres grands noms de la peinture régionale sont apparus sur la scène, comme Oscar Boeira (pt), Libindo Ferrás et Leopoldo Gotuzzo (pt). Un reportage dans le Correio do Povo (pt) en 1900 donne une bonne idée de l'estime dans laquelle il était tenu dans son pays :

« Nous retrouvons parmi nous le remarquable peintre du Rio Grande do Sul, Pedro Weingärtner, de retour d'Italie, se reposant du travail avec sa famille, dans le pays qui est fier de l'avoir comme fils. Notre compatriote, qui descend d'une famille d'artistes modestes, a pu honorer le nom du Brésil dans l'Ancien Monde et donner un lustre à son État d'origine. Au mérite incontestable d'un artiste exceptionnel, considéré par beaucoup comme le premier peintre brésilien, Weingärtner ajoute la gloire d'avoir fait lui-même, en commençant sa carrière mal ajustée à la fortune, sans protection étrange et en ne comptant que sur son propre effort, encouragé par une grande volonté »

— Correio do Povo (pt), cité par Fonseca Bohns 2008.
Il a peu été critiqué de son vivant, néanmoins l'écrivain moderniste Luiz Gonzaga Duque Estrada exprimait notamment dans ses articles que, tout en louant sa méticulosité et sa technique, il voyait dans ses compositions un caractère dispersif et simplement cumulatif. Dans l'un des textes, il a notamment dit :

« En voyant les tableaux de M. Pedro Weingärtner, je me souviens de l'œuvre de cet obscur constructeur naval. Toutes ces caroubes, ces tissus, ces griffures, ces éventails, ces chapelets, ces portefeuilles de collectionneurs, tous ces souvenirs de voyages, d'époques, d'histoire, d'arts, d'archéologie, et ces perruques poussiéreuses, ces visages, ces corps de l’Espólio (titre d'un tableau) ont coûté à l'artiste un travail fatigant, une année d'existence passée en quelques mois de patience, d'observation et de soins. Et tout cela, ensemble, ne donne guère une impression intense. [...] Je ne veux pas dire que les tableaux de M. Pedro Weingärtner sont défectueux. Ses tableaux ont une valeur indéniable, pris comme une réunion d'accessoires scrupuleusement achevés. »

— Ribeiro Gomes 2008.
Il convient également de mentionner la polémique dans laquelle il s'est engagé en 1909 à propos d'une toile commandée par le gouvernement du Rio Grande do Sul, qui devait montrer une scène de gauchos et être installée dans le salon noble d'un navire de la Marine brésilienne qui devait porter le nom de l'État. Intitulée Rodeio (« Rodéo »), elle a été massacrée par la presse et le public, qui ont considéré que sa description des personnages régionaux était inexacte, avec des erreurs dans la représentation des vêtements et des outils de travail ruraux. En conséquence, la commande a été annulée. Ce cri, dont la virulence était unique dans sa carrière par ailleurs pleine de succès, a néanmoins servi, comme l'a dit Fonseca Bohns, à ouvrir une discussion fructueuse dans l'État :

« Ce fait ouvre le premier débat public sur l'art (ou plutôt sur les formes de représentation picturale) qui fait parler de lui dans le sud du pays, avec une participation intense des secteurs populaires, qui avaient plus ou moins connaissance des combats de lutteurs — et très peu de choses sur la peinture — et qui ont identifié les échecs de la représentation. Bien sûr, ce rejet collectif de l'œuvre de Pedro Weingärtner peut aussi être compris comme un signe avant-coureur de son déclin artistique et social, car un artiste si fortement lié au projet impérial ne pouvait pas facilement s'intégrer à l'ère républicaine. »

— Fonseca Bohns 2008.
Dans les années 1920, en effet, l'environnement artistique national et étatique était déjà imprégné par la proposition moderniste, donnant naissance à une nouvelle génération de peintres qui commençait à représenter une sérieuse concurrence pour des académiciens convaincus comme lui,. En 1923, Ercole Cremona disait encore que les nombreux adjectifs qui lui étaient adressés n'avaient rien de gratuit, mais il était symptomatique de ce changement que sa dernière exposition à Porto Alegre en 1925, bien qu'accueillie avec enthousiasme par la presse, avait un public inexpressif et avait été terminée avant la date limite prévue, en plus de constituer un échec des ventes. Pour ces raisons, peu de temps après sa mort, son travail est tombé dans l'oubli,. Ce qui a également contribué à sa disparition est le fait qu'il n'a pas fondé d'école d'esthétique dans la province, ni accepté d'étudiants, et qu'il était un descendant d'Allemands à une époque où le Brésil était engagé dans un projet nationaliste et xénophobe.

### Critiques posthumes et historiographie
Après plusieurs articles écrits par Olinto de Oliveira (pt) du vivant de Weingärtner, ce n'est qu'en 1956 qu'il a fait l'objet d'une étude systématique, menée par l'influent critique et artiste local Ângelo Guido, qui a abouti à un livre, Pedro Weingärtner, qui reste à ce jour l'ouvrage de référence sur cet artiste. Athos Damasceno Ferreira (pt) a présenté un essai en 1971, largement inspiré de Guido, inclus dans son livre Artes Plásticas no Rio Grande do Sul,,.
Sa réputation dans les années 1980 auprès d'importants critiques du centre du pays n'était pas très flatteuse : Quirino Campofiorito (pt) le considérait comme excessivement attaché au détail, produisant des œuvres « dans lesquelles le détail semble répondre à toute la raison du tableau », mais il faisait également l'éloge de sa palette nette et de son coup de pinceau agile, déclarant que « plusieurs de ses tableaux, bien qu'affectés par cette surcharge de détails, révèlent le peintre sensible et techniquement sûr, mais strictement discipliné au strict registre visuel. José Roberto Teixeira Leite ». Pour sa part, José Roberto Teixeira Leite (pt) a répété ce que Gonzaga Duque avait déjà dit :

« Pedro Weingartner n'a rien d'un précurseur des nouvelles tendances, qu'il n'a pas ressenties, ou ressenties de très loin. [...] Il était sans aucun doute, comme le disait Gonzaga Duque, un « mouchiste (miniaturiste) patient et méticuleux de figures lilliputiennes et de paysages microscopiques » ; mais il avait aussi une émotion, entravée cependant par une sensibilité qui, fuyant délibérément le monde et l'époque où il vivait, trouvait refuge dans l'environnement idéal d'une Beauté perdue. »

— Teixeira Leite, 1988.
Il a fallu attendre le début du XXIe siècle pour voir apparaître de nouvelles études, menées principalement par un groupe de chercheurs du Rio Grande do Sul, dont Paulo Ribeiro Gomes, Alfredo Nicolaiewsky (pt), Círio Simon, Maria Lúcia Basots Kern, Ana Albani de Carvalho, Susana Gastal et Neiva Fonseca Bohns, qui ont tenu des conférences sur certains aspects de leurs travaux et ont mis en lumière de nouvelles informations. Il n'est peut-être pas surprenant qu'elles soient dues aux gaúchos eux-mêmes, étant donné que la plupart des chercheurs de l'art académique brésilien travaillent dans le centre du pays et se sont historiquement concentrés presque uniquement sur ce qui était produit dans l'axe Rio de Janeiro-São Paulo, laissant les autres régions dans l'ombre et donnant au terme de « régionalismes » une étiquette péjorative. Cependant, comme le rappelle Amélia Siegel Corrêa dans une thèse soutenue à l'Université de São Paulo, « des études récentes ont de plus en plus montré la pertinence artistique et sociale de ces productions, comme celle de Weingärtner, dont les travaux ont été rediscutés et réévalués ».
Pour les critiques du Rio Grande do Sul, cependant, il fait à nouveau l'unanimité, occupant à nouveau la position du peintre natif de cet État le plus éminent de l'école académique et étant considéré comme une figure décisive dans la maturation de l'art local, jusqu'alors pratiqué en général de manière amateur. Même si sa biographie est connue de façon globale, les détails sont presque toujours absents ou sont imprécis et contradictoires, et attendent des études plus complètes et plus éclairantes. Cependant, cette recherche est entravée par les propres habitudes du peintre, comme l'avertissait Guido en 1956 : « Parmi les photographies sauvegardées de ses tableaux, Weingärtner n'a jamais écrit le titre, n'a jamais pris note des personnes, du musée ou de l'association auxquels il a vendu beaucoup de ses œuvres, dont on ignore la destination. Le travail pour dresser une liste, bien qu'incomplète, des œuvres peintes par Weingärtner a été énorme. ». Son inventaire répertorie 196 peintures et 15 gravures, mais Athos Damasceno Ferreira propose un répertoire différent. Paulo Ribeiro Gomes a analysé les deux et a conclu que « la tentative de comparaison des deux listes [...] entraîne un incroyable imbroglio dû au désaccord des données, principalement les titres, outre l'absence de mesures et de description des thèmes, empêchant ainsi une liste définitive ». Sa correspondance, comme nous l'avons déjà dit, a été en grande partie perdue. Ângelo Guido a eu la chance de pouvoir consulter de nombreux documents originaux qui étaient en possession du médecin du peintre, mais qui ont ensuite été perdus. De sa pensée artistique, de sa vision du monde, il ne restait presque plus rien et sa vie privée est encore une totale inconnue. De nombreuses recherches sont encore nécessaires pour que sa trajectoire et sa contribution soient correctement comprises et appréciées. Comme l'a souligné Ribeiro Gomes, « nous pensons que la certitude de l'importance de son œuvre a créé une aura impénétrable de consécration et aussi de silence ».
Ses peintures sont réparties dans de nombreuses collections privées et de nombreux musées importants. Déjà bien appréciées à nouveau sur le marché local, elles le sont également dans les plus grands centres du pays — sa toile O Discurso e a Admiração (« La parole et l'admiration ») a été proposée dans une salle des enchère de São Paulo en 2012 au prix initial de 225 000 réaux — mais son œuvre gravé et dessiné est largement dispersé et souvent ignoré.
Malgré ces difficultés, les efforts déployés pour l'étude de la vie et de l'œuvre de Pedro Weingärtner ont permis d'obtenir des résultats importants. Plusieurs essais lui ont été consacrés, dont beaucoup ont été publiés dans la revue en ligne 19&20, axés sur le monde artistique brésilien entre le XIXe siècle et le début du XXe siècle, ; son œuvre graphique a déjà été partiellement mis en lumière dans deux expositions, toutes deux à Porto Alegre : A obra gravada de Pedro Weingärtner (« L'Œuvre gravé de Pedro Weingärtner ») et Pedro Weingärtner: obra gráfica (« Pedro Weingärtner : œuvre graphique »). Sa plus grande rétrospective a été organisée en 2009-2010 ; intitulée Pedro Weingärtner: Um Artista entre o Velho e o Novo Mundo (« Pedro Weingärtner : un artiste entre l'ancien et le nouveau monde »), elle présente environ 150 œuvres de différentes techniques, provenant de collections publiques ou privées, dans plusieurs institutions : dans la Pinacothèque de l'État de São Paulo, au Musée national des beaux-arts et au musée d'Art Rio Grande do Sul Ado Malagoli, avec un grand retentissement national,,. Au-delà d'être une belle exposition, elle a représenté un grand élan dans la recherche sur l'artiste, encore si peu connu, mobilisant un petit bataillon d'historiens, de critiques d'art, d'institutions, de galeries et de collectionneurs dans un effort commun. Maria Hirszman, critique d'art pour O Estado de S. Paulo, l'un des journaux les plus influents du pays, a déclaré que la rétrospective constituait la correction d'une injustice historique et elle a été considérée comme l'une des expositions les plus importantes de l'année par le célèbre critique Tadeu Chiarelli, dans un compte-rendu pour Folha de S.Paulo. Ruth Tarasantchi, qui a conçu et organisé la rétrospective, a déclaré que les trois grands musées concernés ont apporté leur soutien total au projet, reconnaissant en Weingärtner un grand maître digne d'une plus grande attention. Le commissaire a également reconnu la valeur de la biographie pionnière d'Ângelo Guido, affirmant que des recherches récentes ont confirmé les informations qu'il a fournies. Les trois expositions ont produit des catalogues avec des textes critiques. Alfredo Nicolaiewsky a résumé l'état de l'art à son sujet : « Bien que ce ne soit pas encore l'inventaire complet de son œuvre, il est déjà possible d'avoir une bonne vue d'ensemble. À partir de ce matériel, nous pouvons commencer à étudier des questions inhérentes à l'œuvre, des aspects qui ne sont visibles que maintenant. ». Paulo Ribeiro Gomes développe également une recherche pour préparer le premier catalogue raisonné de son œuvre pictural et gravé.
Comme il s'agit d'un processus de sauvetage récent, le grand public ne le connaît pas encore et il n'a pas encore reçu suffisamment d'attention de la part des critiques brésiliens à plus grande échelle. Pour de nombreux chercheurs, il s'agit d'un artiste mineur, comme le rapporte Círio Simon : « Le XXIe siècle, qui se pense au-dessus des éclairs et du tonnerre, peut certainement ignorer l'œuvre de Pedro Weingärtner ou, tout au plus, lui planter une épingle dans le dos et l'inclure dans la collection des « petits maîtres » », bien qu'il soit considéré comme l'un des peintres les plus importants du Brésil et le premier artiste gaucho à se faire un nom à l'étranger,,. Pour Neiva Fonseca Bohns, « malheureusement, l'histoire de cet artiste, comme de beaucoup d'autres qui n'ont pas adhéré aux procédures modernistes, a été stigmatisée par une classification dans laquelle tout ce qui se réfère à l'académisme semble rappeler le conformisme, l'asservissement à des normes étrangères et un esprit conservateur ».